# 2019年香港七一衝突
香港七一衝突發生於2019年7月1日（香港特別行政區成立紀念日）至2日。7月1日凌晨起，群眾於金鐘、添馬與灣仔一帶集會，旨在要求釋放被捕示威者與阻止香港特別行政區成立二十二週年升旗典禮舉行，以示非民選政府無法被認受。示威者計劃佔領金紫荊廣場，與阻止他們前往的警察發生衝突。下午有示威者在金紫荊廣場下半旗致哀。部分示威者之後衝擊立法會，一度與警方發生衝突，後於夜晚近九時成功進入大樓。立法會首次被佔領三小時，示威者塗黑區徽，展示黑洋紫荊旗及香港旗，以示議會不反映民意，並宣讀《香港人抗爭宣言》，要求2020年普選立法會，不願香港為民主、自由、公義再添亡魂。7月2日近子夜時分，大部分在立法會內的示威者都已撤去，警方施放多枚催淚彈驅散在立法會外一帶聚集的人群。

## 背景
2019年，香港特别行政区政府提交香港立法會审议的一法律草案，以向中国大陆、澳門和臺灣等司法管辖区移交嫌疑人和进行法律协助。此提案源于潘曉穎命案，现时香港法律无法向台湾移交疑犯，同时特区政府宣称原有逃犯移交条例不包括中国大陆及澳门亦是“法律缺陷及漏洞”。草案甫经提出，便招致社会各方质疑和关切香港作为独立司法管辖区的独立性或遭削弱。
自香港逃犯条例草案提出以来，在6月9日、6月12日、6月16日及6月21日已经多次出现大规模反对逃犯条例的游行集会与抗议。2019年7月1日是香港特別行政區成立二十二周年紀念日，也值香港特区政府宣布“暂缓”修订《逃犯条例》第16日，但民阵提出的五大要求均未得到满足：按議事規則撤回修订逃犯条例、不检控示威者、追究警方开枪责任、撤回宣稱示威行动为暴动，以及行政长官林郑月娥下台，因此反修例示威者继续游行示威和抗议。

## 衝突經過

### 群眾集會
香港特區成立紀念日二十二周年的7月1日升旗仪式預定在灣仔金紫荊廣場舉行。2019年6月29日起，警察封鎖灣仔，特別是會展一帶，政府下令6月30日之「優質寵物用品展」、「香港狗會比賽」及「香港家居博覽」取消，令原定三日會期變為兩日，未能出售之貨品要留待7月2日處理，有展商「多謝林郑」，亦有展商表示收入減少4成。从6月30日晚间起有數百名反修例示威者在鄰近金鐘立法會大樓外集會，並於7月1日凌晨4時許用雜物堵塞部分通往灣仔的交通，阻止轎車前往廣場。

### 升黑洋紫荊旗

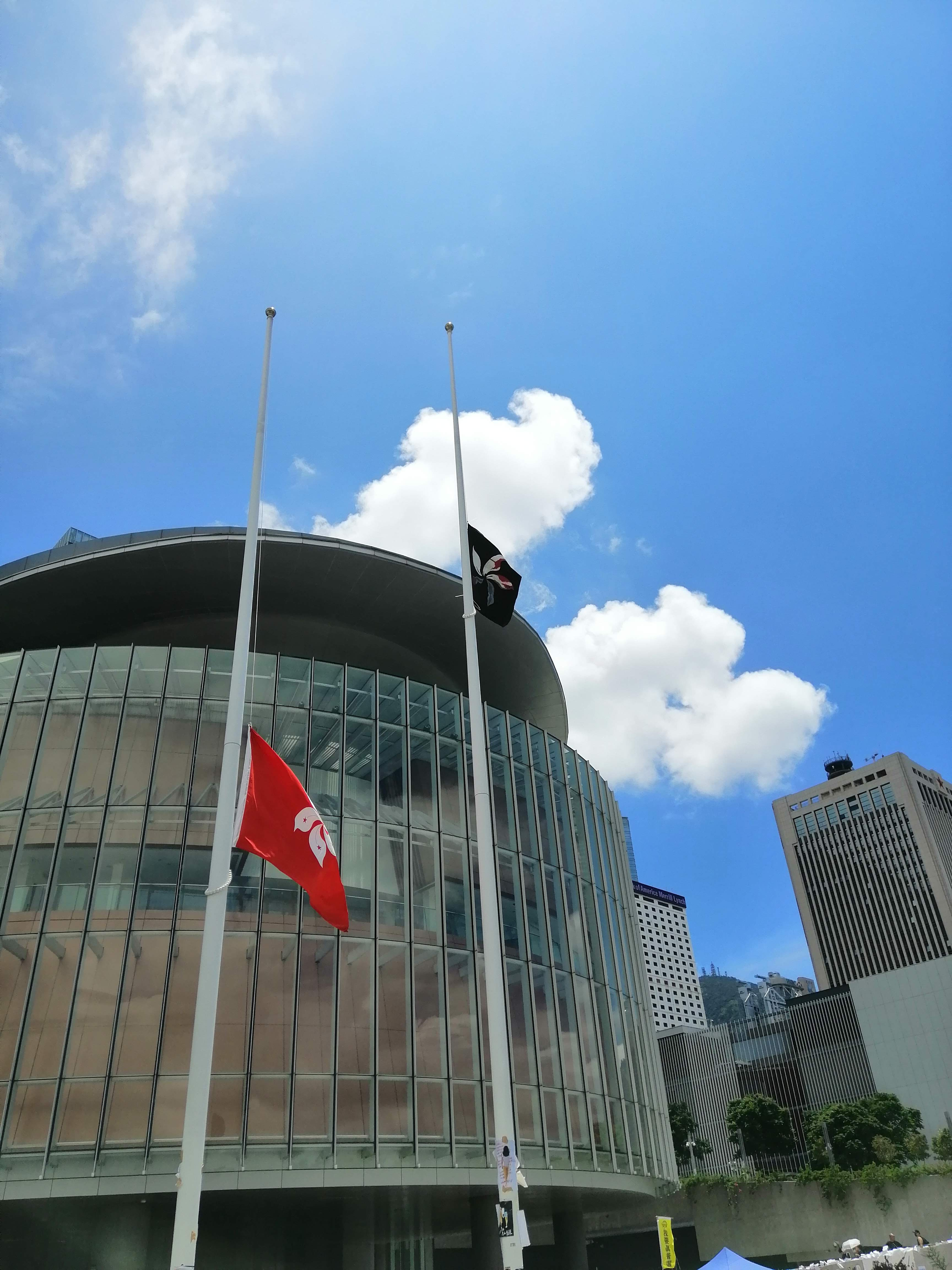
立法會示威區升起黑洋紫荊旗

凌晨近3時，有示威者降下立法會綜合大樓示威區的中華人民共和國國旗，並升上一幅「黑洋紫荊旗」，而香港特區區旗則被下半旗。示威者表示此舉象徵香港特別行政區政府施政黑暗，及悼念梁凌杰等3位反送中人士。

### 示威者圖取金紫荊

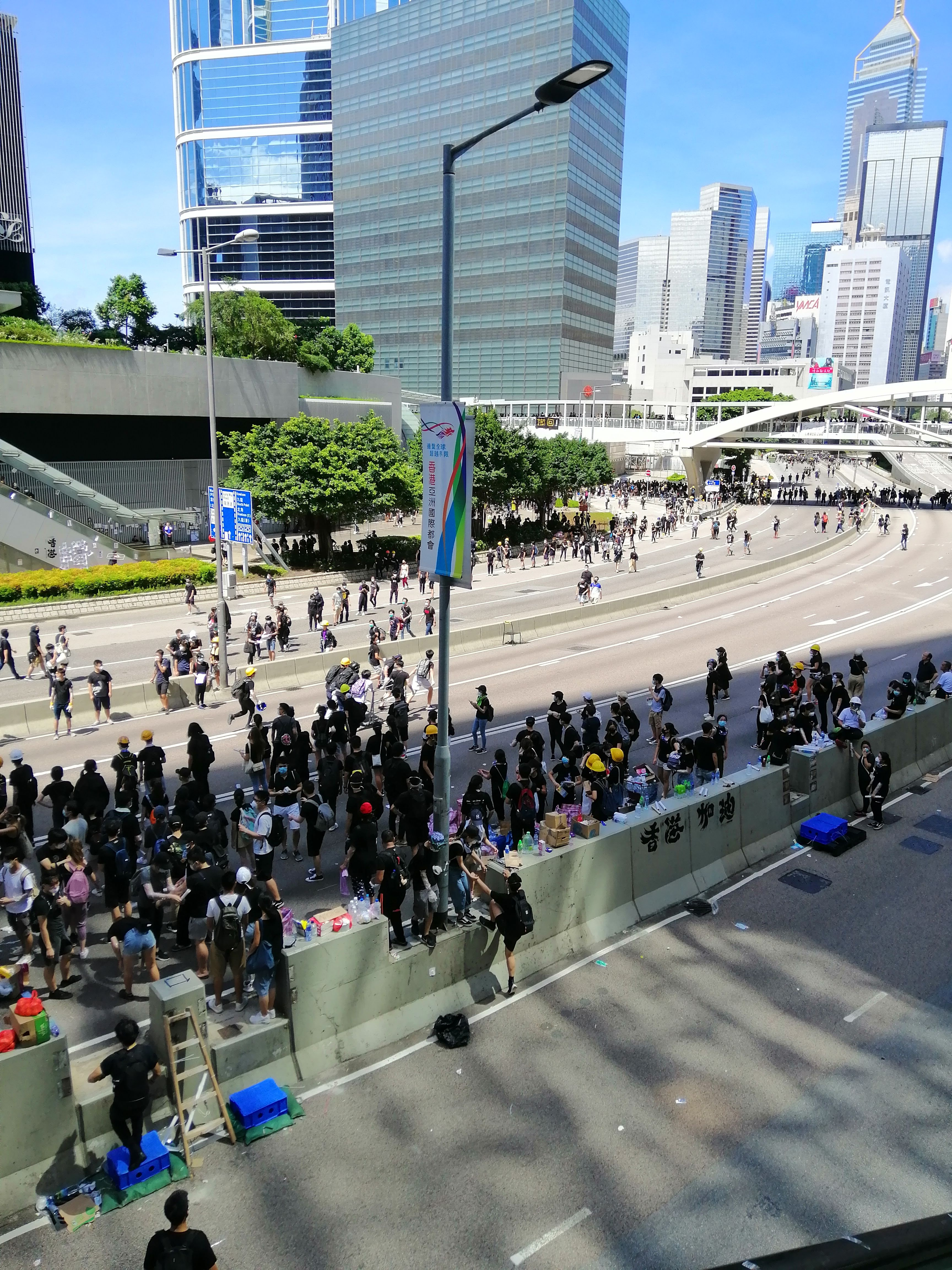
佔領夏慤道（攝於下午2時多）

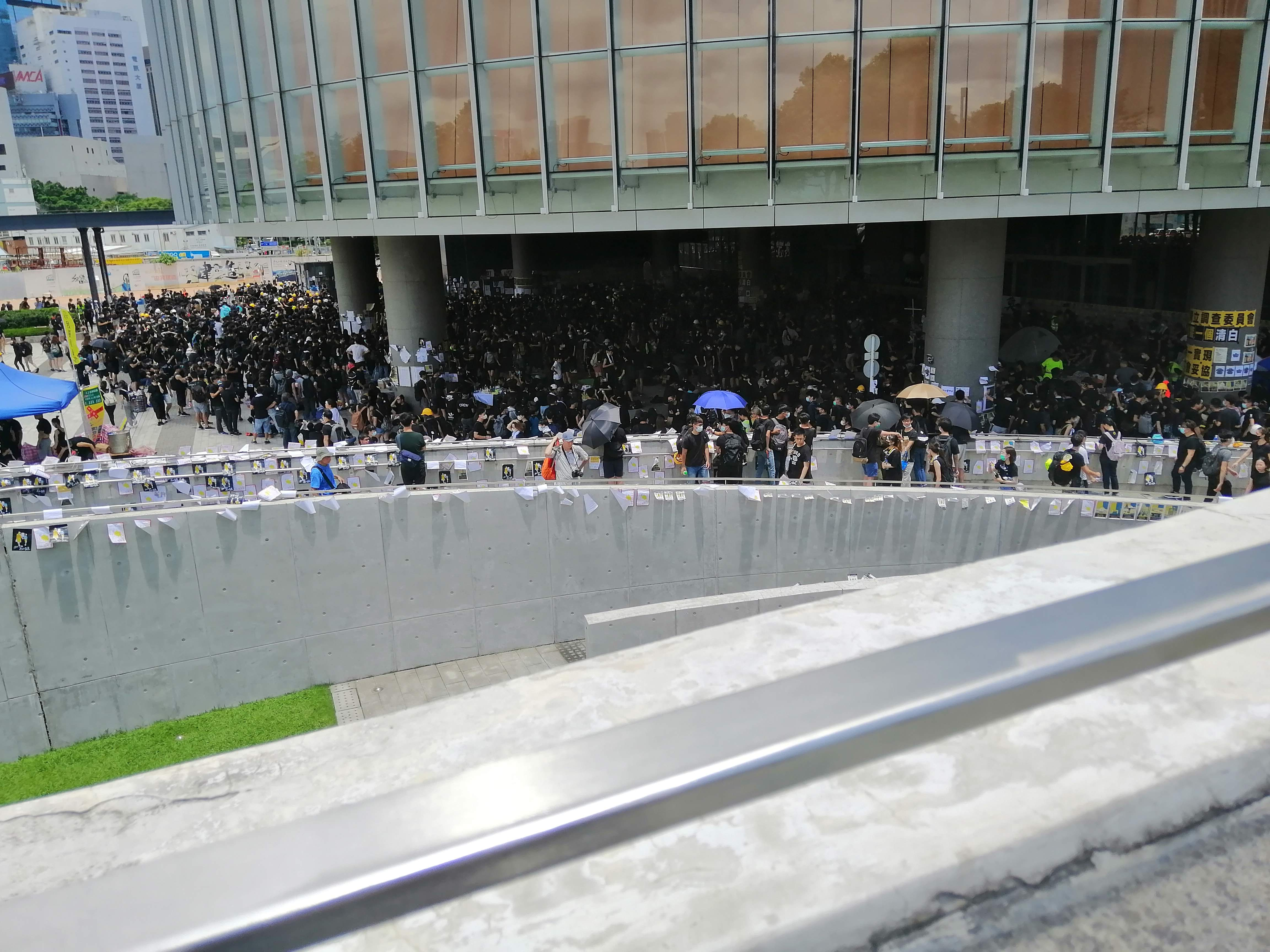
衝突爆發前20分鐘的立法會示威區

早上4時許，示威者用雜物封鎖添馬公園外龍和道一段道路，及後推進至龍和道及龍合道交界，直至5時，佔領路段已經延伸至龍和道至龍景街交界近會展附近。警察三度廣播，警告示威者已進入警方的行動封鎖區，要求示威者，並有手持長盾的軍裝警員在龍和道向示威者方向推進。
早上6時，大量市民抵達金鐘及灣仔一帶聚集，警方於一帶戒備。及後，有示威者衝出龍和道、添美道和夏慤道，以鐵馬和雜物占据及堵塞相關道路，雙方一度爆發衝突。早上7時半多，警方多次展示紅旗並向示威者噴發胡椒噴霧，部份示威者則戴上眼罩抵擋。最終示威者宣佈暫停升黑旗悼念義士的儀式。雖然升旗時沒有下雨，政府表示因天雨關係，嘉賓在會展透過電視屏幕觀看七一升旗。主要官員乘船到會展。
早上8時半，警方於龍和道前線再次宣布示威者為非法集結，並要求離開，衝突最終落幕。是輪衝突造成至少2名示威者和警察受傷。。
下午，示威者再在金紫荊廣場升起黑洋紫荊旗，並將區旗下半旗。

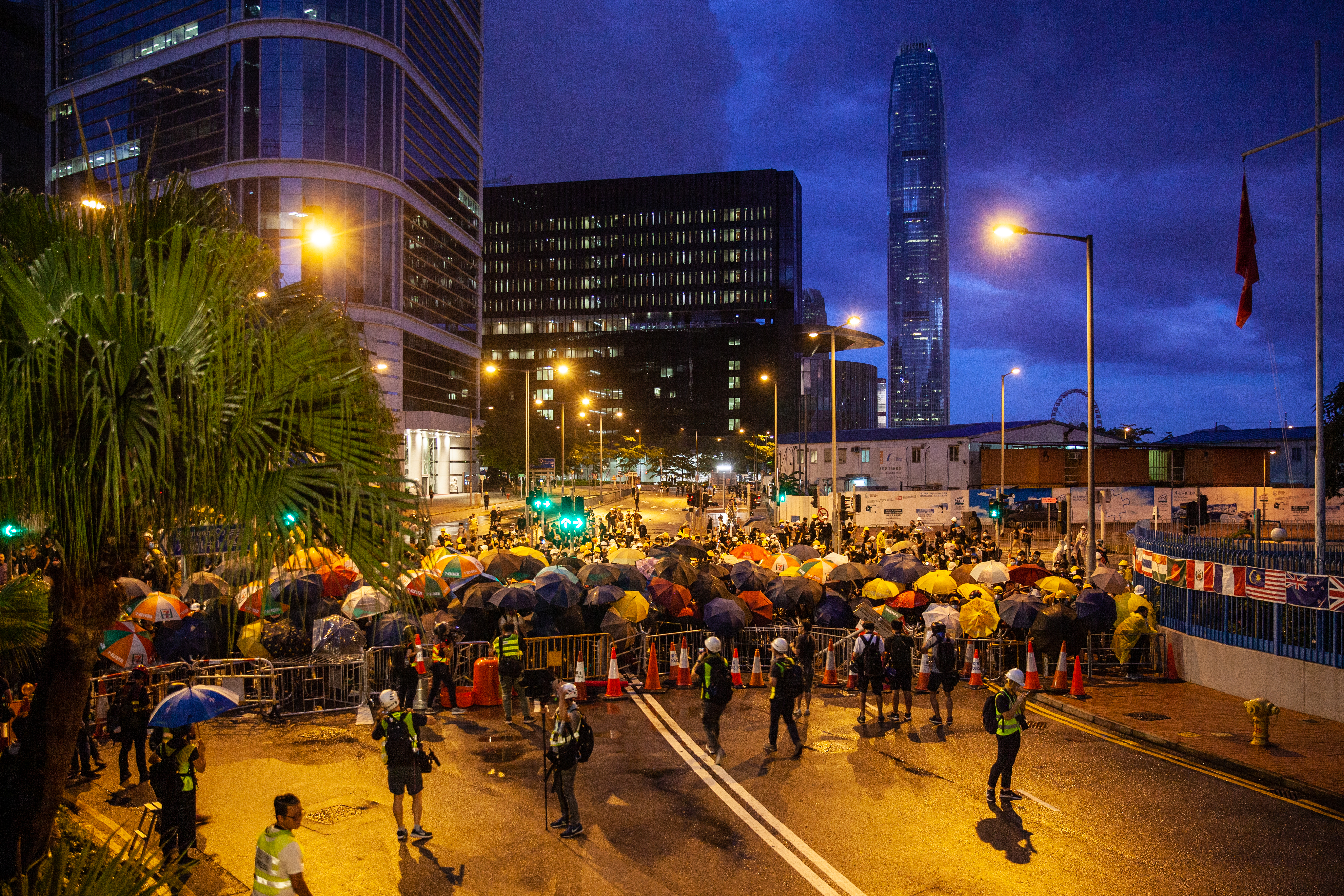
清晨5時，示威者佔領龍匯道
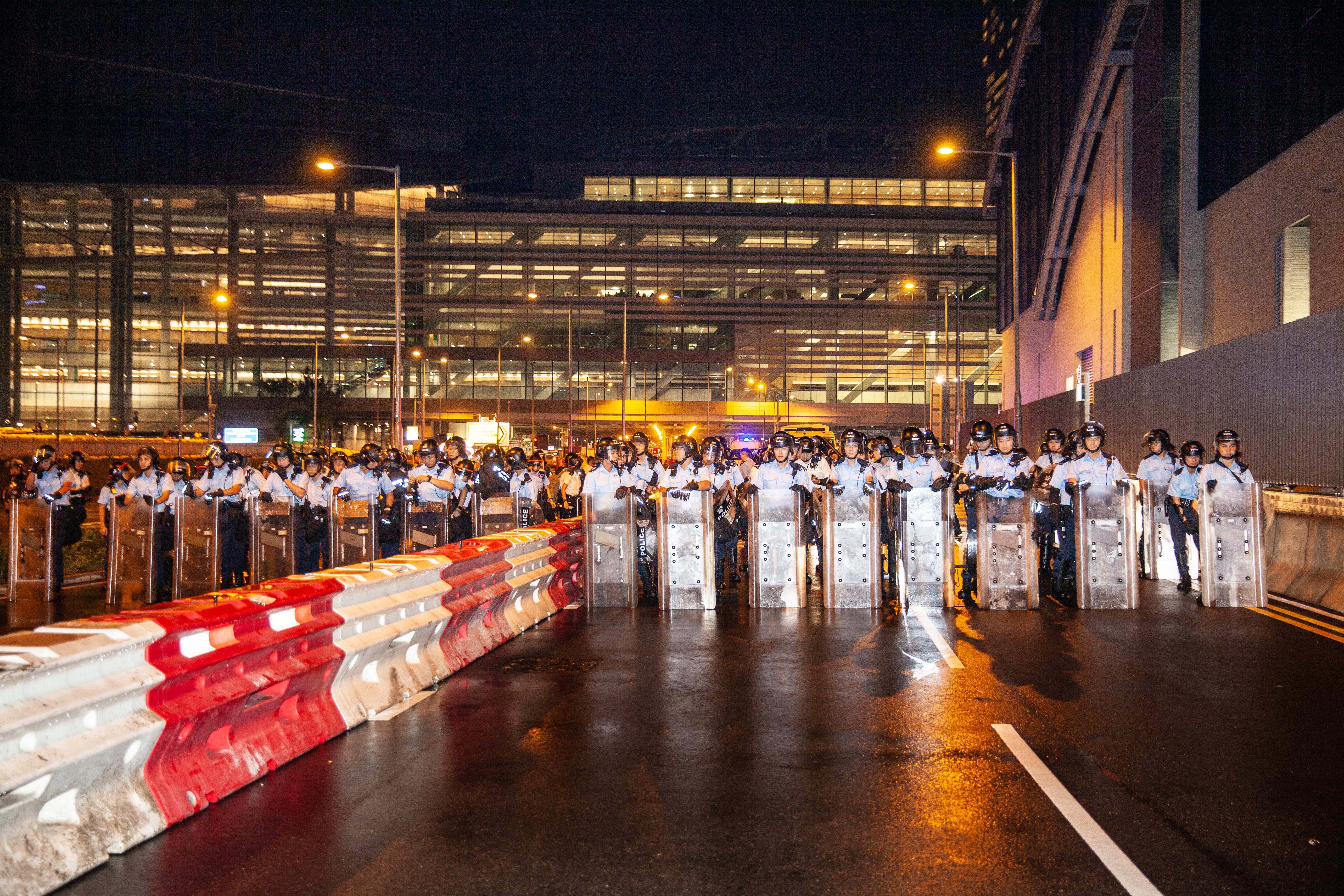
手持長盾的軍裝警員在近會展的龍和道戒備
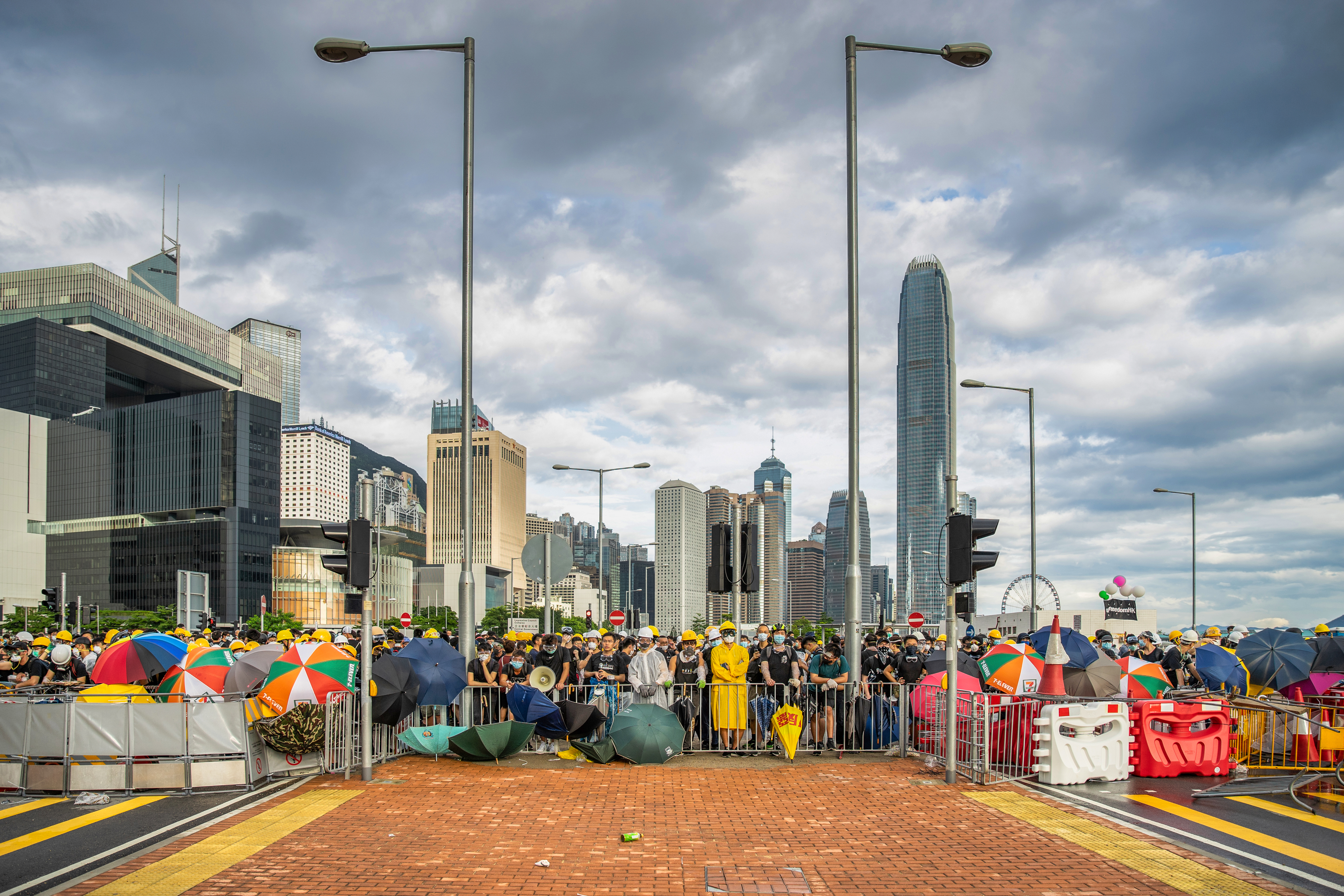
示威者在龍和道架設路障與警方對峙
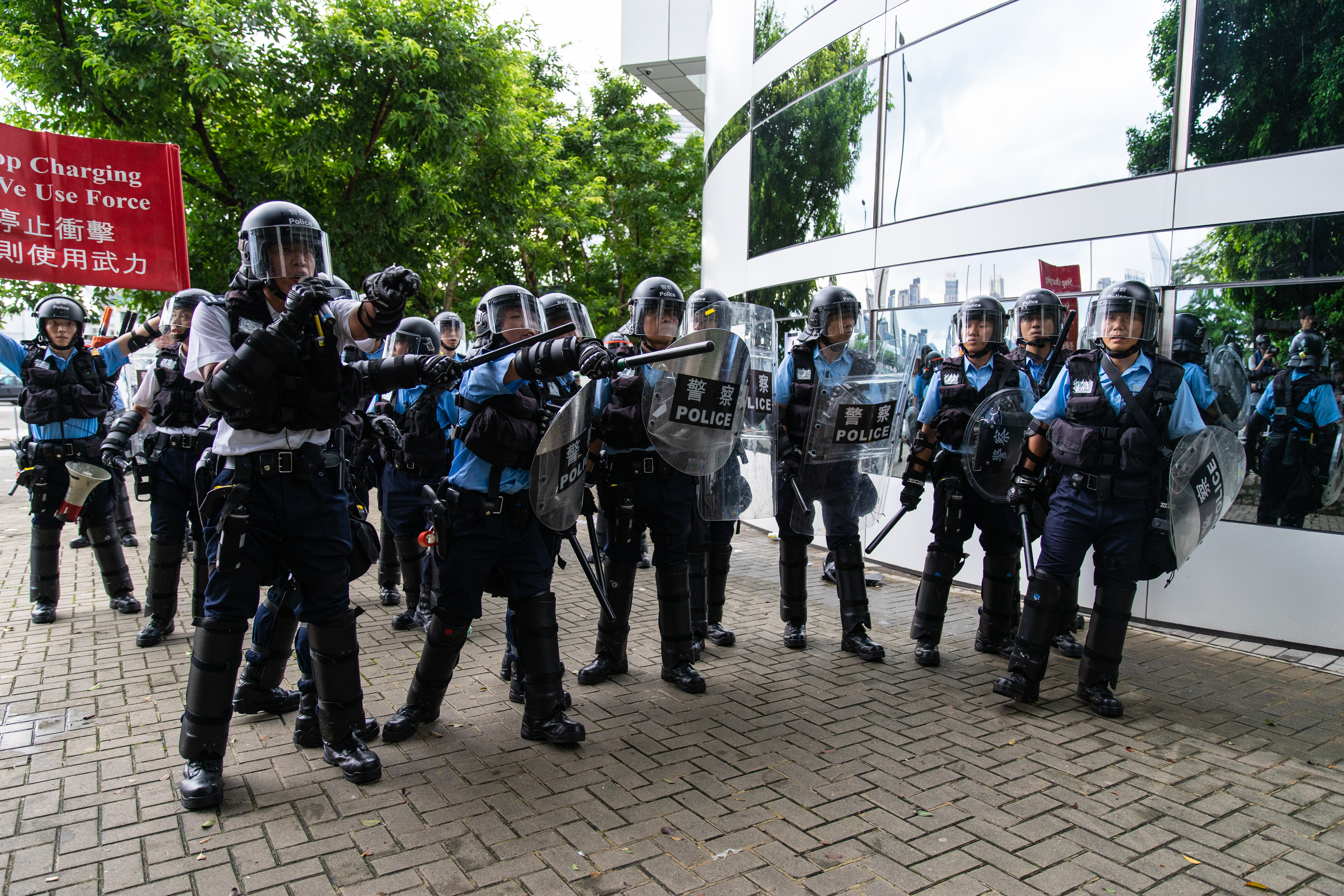
在中信大廈外的軍裝警員舉起紅旗
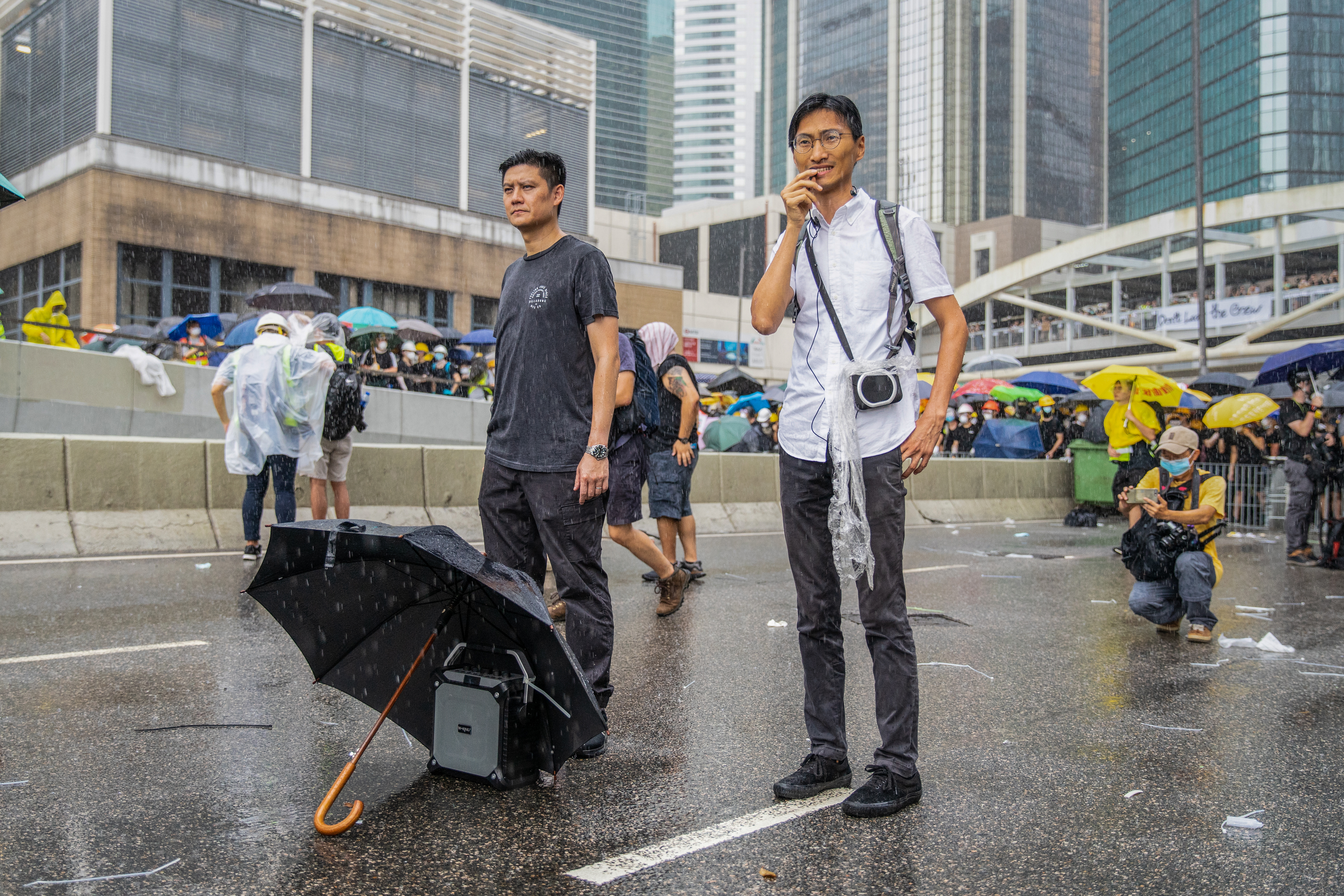
在夏慤道的立法會議員譚文豪和朱凱廸，在大雨中與警員對話

### 佔領及破壞立法會綜合大樓

#### 衝擊開始（下午1時半－夜晚9時）
數十名示威者在7月1日下午1時半於立法會添美道入口手持大鐵枝和以垃圾回收鐵籠車多度撞向立法會綜合大樓的落地玻璃，大樓落地玻璃碎裂。約百名手持盾牌的警員在立法會大樓內戒備，並舉出紅旗警告，要求示威者停止衝擊，否則使用武力。數分鐘後，防暴警員透過鐵閘向示威者噴胡椒水劑，示威者以雨傘阻擋。多名民主派議員呼籲示威者停止衝擊大樓及冷靜。毛孟靜哭說：「暴動罪真是十年，想清楚值不值得，想下媽媽先」，示威者對張超雄說：「200萬人出來遊行沒用，就算300萬人也不會有用，你告訴我，如何做才有用」。立法會議員林卓廷一度跪求示威者停止衝撞，但無法勸阻示威者衝破立法會玻璃大門，梁耀忠被推走，示威者指梁耀忠沒有做好選舉主持，令梁君彥有充足時間放棄英國國籍而當上立法會主席。有示威者向警方噴灑不明粉末，造成15名警員送醫院。警方原稱示威者撒石灰粉，消防處晚上發稿表示白色粉末為第四類危險品苯二胺(染髮劑的一種成分)。其後立法會的玻璃已被示威者以鐵籠車撞破，不過未完全掉下。
立法會主席發聲明強烈譴責相關暴力行為，並批評示威者以手推鐵車和鐵枝等硬物破壞立法會大樓多處地方，透露已就此要求警察協助。
下午3點55分，有大量參與七一大遊行群眾離隊來到立法會支援。
直至下午5時，示威者不斷撞破立法會多個入口的玻璃，但因警察駐守在內，示威者未有進入立法會大樓。下午5時20分左右，公眾入口突然出現火光和煙霧，懷疑是由示威者投擲。
傍晚6時，立法會秘書處發出創立以來首次的紅色警示，根據指引，立法會所有使用者需要馬上撤離。6時30分，示威者多次以鐵籠車衝破立法會玻璃門第一道防線，並撞開警方在立會第二道防線大門，警方在議員入口處舉紅旗，警告示威者進入立法會的話將會馬上被捕。8點半左右，有示威者破壞電箱，造成立法會大樓部分電燈熄滅。8時50分，立法會鐵閘範圍突然冒煙，警方懷疑閘外示威者放煙，立法會大樓內警員稍為後退。

#### 進入立會（夜晚9時－凌晨0時）

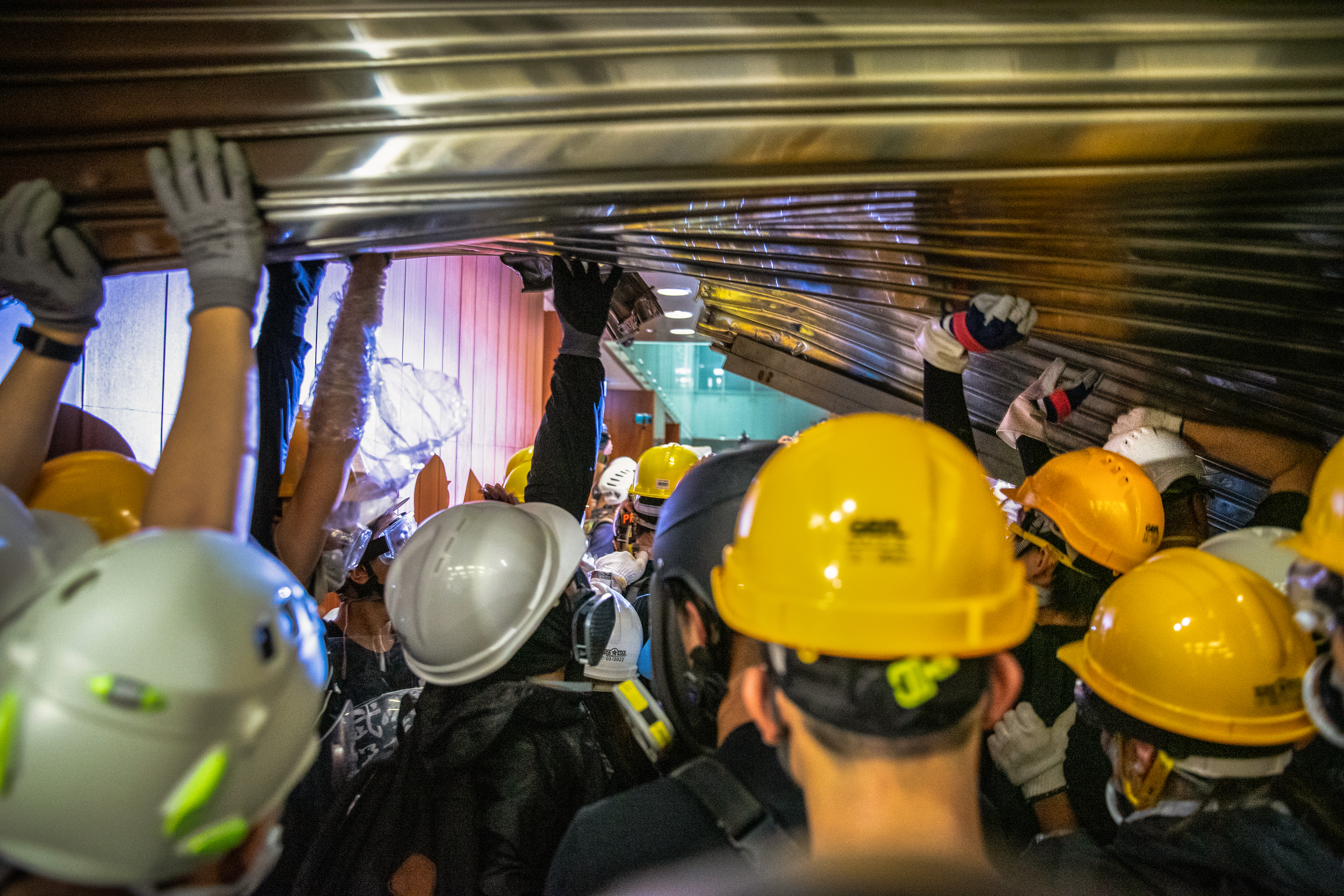
晚上8時55分，示威者以鐵枝撬捲閘衝後成功衝入立法會綜合大樓

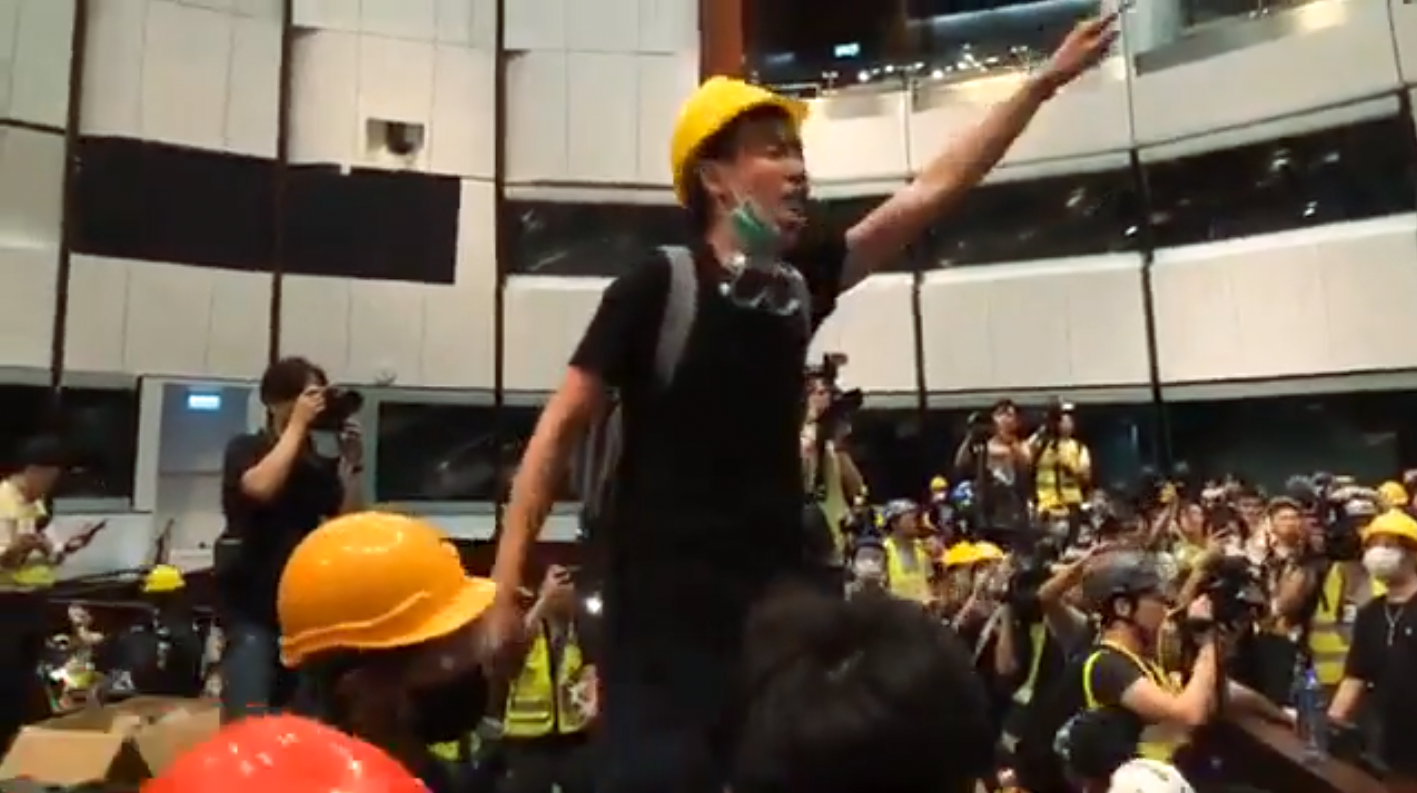
梁繼平在會議廳拉低口罩發表《香港人抗爭宣言》

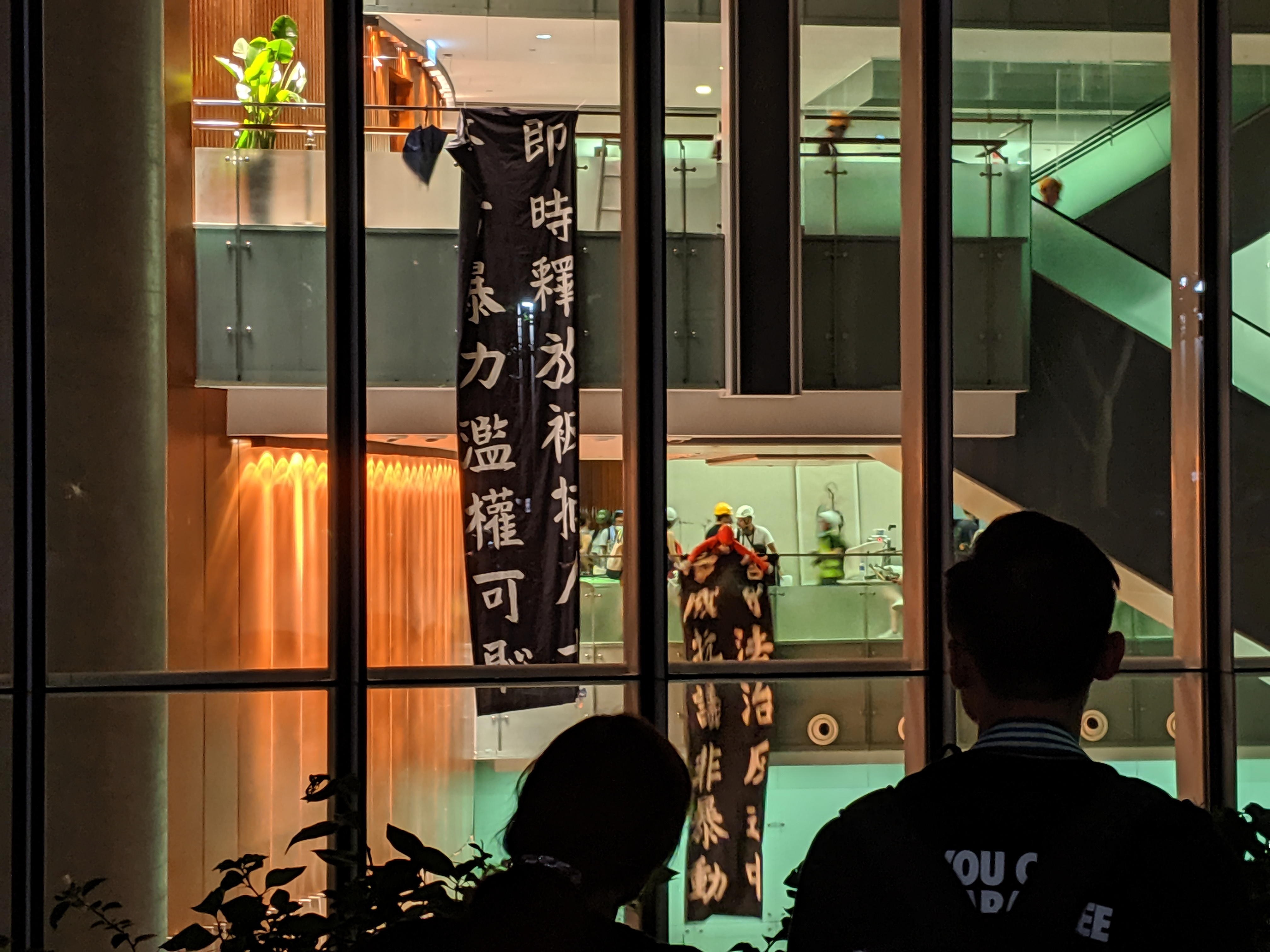
示威者在玻璃圍欄展示標語

晚上8時55分，示威者以鐵枝撬捲閘衝後成功衝入立法會綜合大樓，原先大批防暴警察突然全部離開。其後大量示威者開始運送物資入立法會地下，並用鐵枝等物品粉碎立法會大樓玻璃、嘗試粉碎立法會的立字標誌，以及在安檢儀器和牆壁上噴上「公安」、「黑警」、「林奠」、「殺人政權 這不是我的政府」等字眼。
夜晚9時21分，示威者前往一樓立法會的會議廳，並用鐵籠車等成功撞開門口進入會議廳，示威者開始拆除大樓牆身佈置，用鐵錘擊碎投影機，砸碎玻璃幕牆。立法會主席梁君彥和前主席范徐麗泰畫像頭部先被示威者噴黑，然後用硬物撞擊畫像使其跌下，再使用雨傘、投擲石頭及踐踏等方式加以粉碎會議廳外梁君彥和范徐麗泰畫像。原梁范兩人的畫像位置則被噴上黑字的「奠」字。而前主席曾鈺成肖像則未有被塗黑，被示威者帶至夏愨道。其餘兩位立法局主席包括黃宏發及施偉賢的肖像則沒有損毀。示威者於會議廳內四處噴漆寫上訴求，包括立法會主席椅背被噴黑「釋放義士」字眼；而牆上香港區徽亦被噴黑，留下「香港特別行政區」字句，並在主席枱上掛上英属香港旗，豎起「沒有暴徒只有暴政！」「萬劫不復 退無可退!!!」以及「三個生命 死於暴政」橫額，主席台的多本《基本法》亦被撕毀。而牆上寫上「血債血債」、「取消功能組別」、「釋放義士」、「反送中」等訴求，大部分建制派議員（例如何君堯）會議廳桌上的文件同樣被撕毁，走廊的電腦也被粉碎。其後示威者在立法會主席椅前方放上四張黑白照，分別為特首林鄭月娥、前保安局局長李家超、律政司司長鄭若驊，以及前警務處處長盧偉聰。
各位香港人，我等今日終於可以重奪議會！——一名示威者
示威者在立法會大堂外掛上「警察暴力濫權可恥 即時釋放被捕人士」和「示威抗議非暴動 誓守法治反送中」等標語。牆壁寫上「是你教我們和平遊行是沒用」、「釋放梁天琦」、「時代革命」字句。示威者在立法會餐廳內的冰箱拿取數十飲品後，亦留下數百港元，用紙留言「我們不是賊人 不會不問自取」。
立法會入口玻璃門完全粉碎，及後因早前立法會的立字標誌未被示威者成功拆除或粉碎，於是立法會有示威者用大量雞蛋擲向立字標誌，會議廳前廳的牆上噴上「真普選」、「永不屈服」、「港共」、「狗官」、「官逼民反」等字，有電視機被損毁。職員辦公室文件散在地上，影印機、文件架和電腦被推跌。升降機大堂和閉路電視的設備亦被破壞。
有示威者亦以鐵籠車撞破立法會圖書館玻璃，其後有人寫上「保護圖書 不可破壞」的告示牌。圖書館內大概完好無缺，但檔案室有部分機密文件散落地下。而公眾教育區雜物散落一地，而紀念品店其中一個的玻璃框被弄碎，但有示威者貼上字條提醒大家不要損壞。保安室內大批職員門卡及電腦硬碟被偷走。立法會大樓載有閉路電視畫面的硬碟亦被示威者帶走。
警方於晚上10時21分發放影片。有網民觀察facebook影片中警察公共关系科总警司谢振中手錶疑似顯示5時05分，後警方指控是遭到改圖，警方澄清是10時05分，影片製作時間在7月1日10時2分至10時12分，並於10時21分上傳，警方上載澄清影片，解釋手錶指針指向5點鐘方向，是計時用小時針，而非時針。影片內容表示「有一批暴徒於當日衝擊立法會綜合大樓，並以鐵馬、鐵枝及其他雜物對大樓外圍及設施造成嚴重破壞，又於晚上約九時衝入大樓內並肆意破壞。警方對暴徒衝擊立法會綜合大樓的行為予以最嚴厲譴責，又鑑於暴徒的暴力行為並作出警告，並宣布將於『短時間』內到立法會綜合大樓一帶清場，如遇阻礙或反抗，警方將採用適當武力，亦呼籲無關的示威者應盡快離開立法會綜合大樓一帶」。
警方於公布即將清場後，不少示威者撤離立法會並乘車離開金鐘。會議廳內示威者開始搬運物資離開，亦有示威者用擴音器大叫「撤退」。近11時，6名示威者在主席臺前宣讀《香港人抗爭宣言》，除了4大訴求外，亦包括立即實行真普選。爾後，示威者繼續討論去留。此時，議事廳仍有十數人，有4名示威者堅持留守會議廳，在11時40分，數十名示威者折返大廳，高呼「一齊走」，並拉走4名堅守的示威者。有《立場新聞》女記者於接近子夜時訪問其中一名15歲女示威者，示威者表示自己透過通訊群組得悉有四人仍決意留在立法會會議廳內，故決定重返會議廳內以抬走決意留守者，並聲言共同進退。當被問及其時已接近清場死線時，會否擔心不能離開會議廳時，該示威者表示在場所有人也很懼怕，但更擔心於翌日再不能看見此四名決意留守者，才與其他示威者共同進退，這也是示威者的共同決定

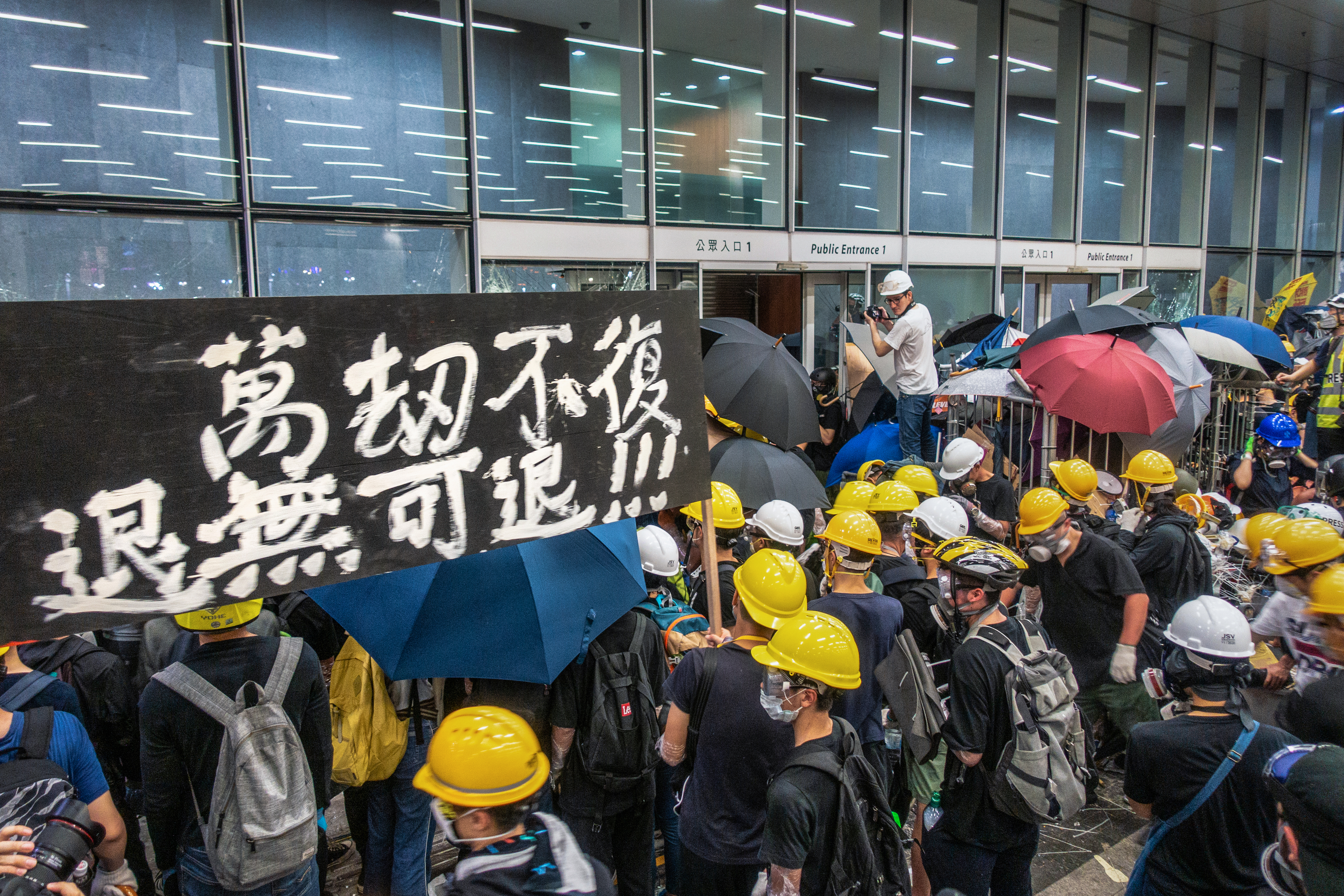
大批示威者在立法會入口外
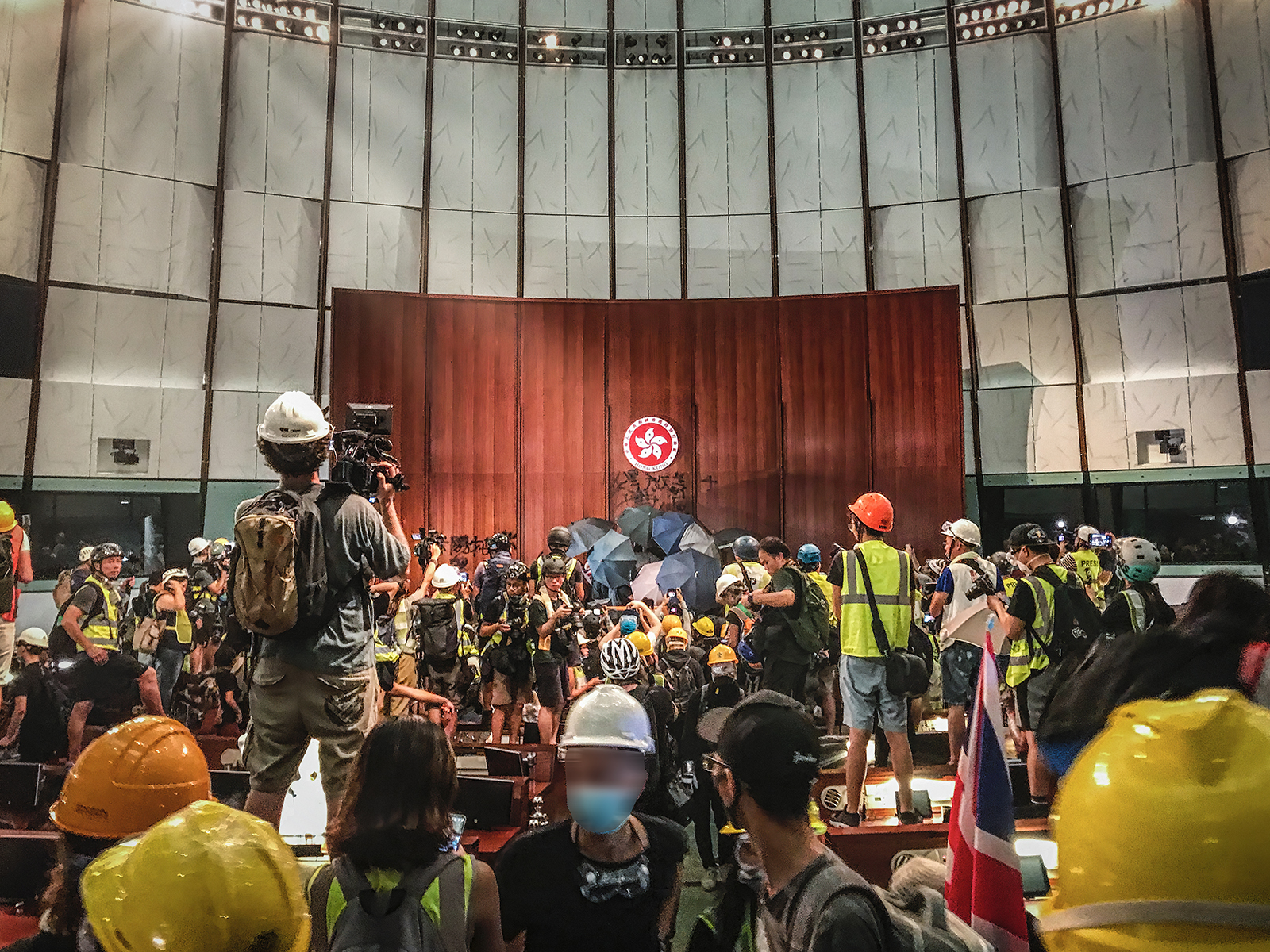
會議廳內情況
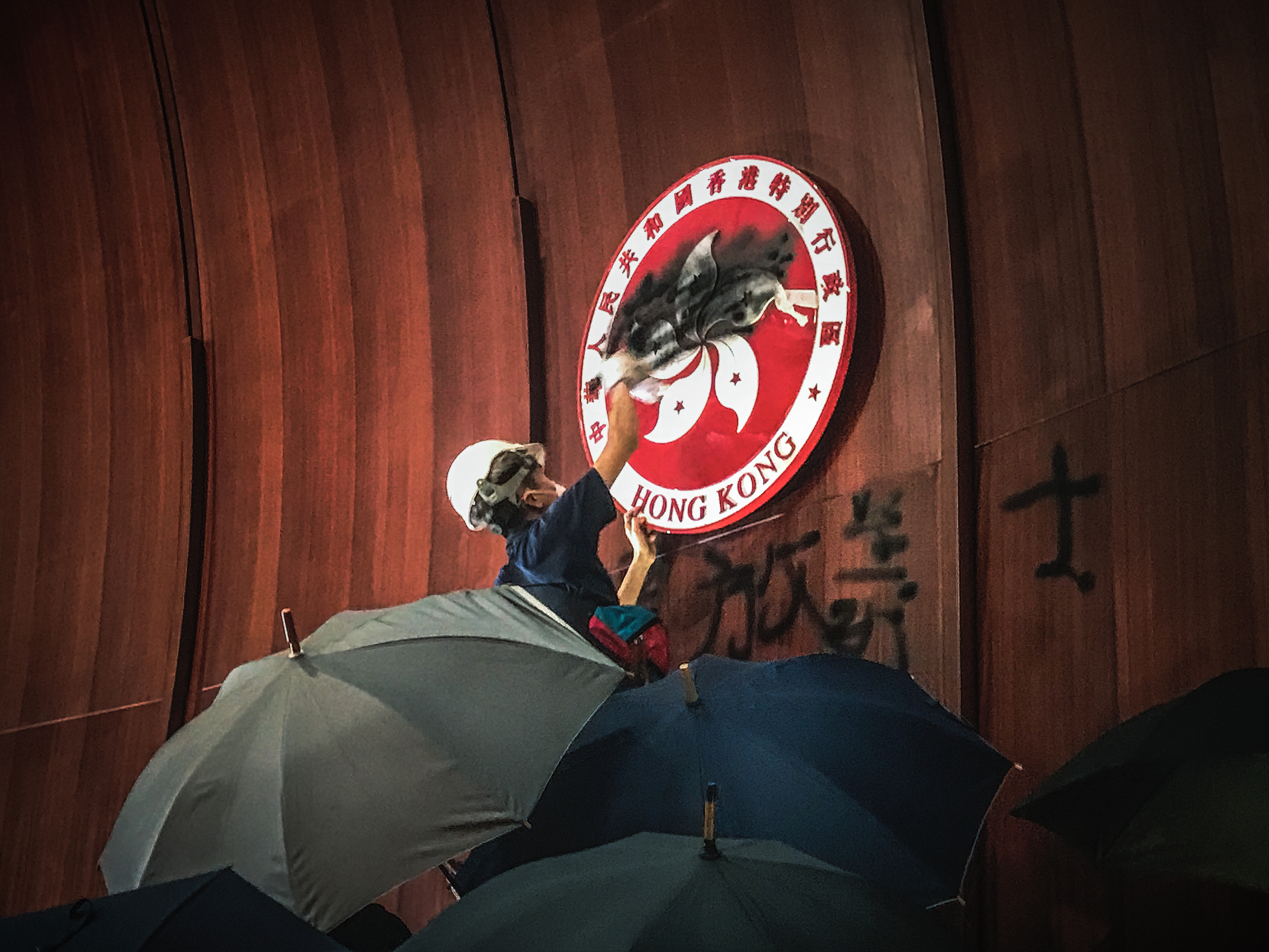
牆上香港區徽被噴黑
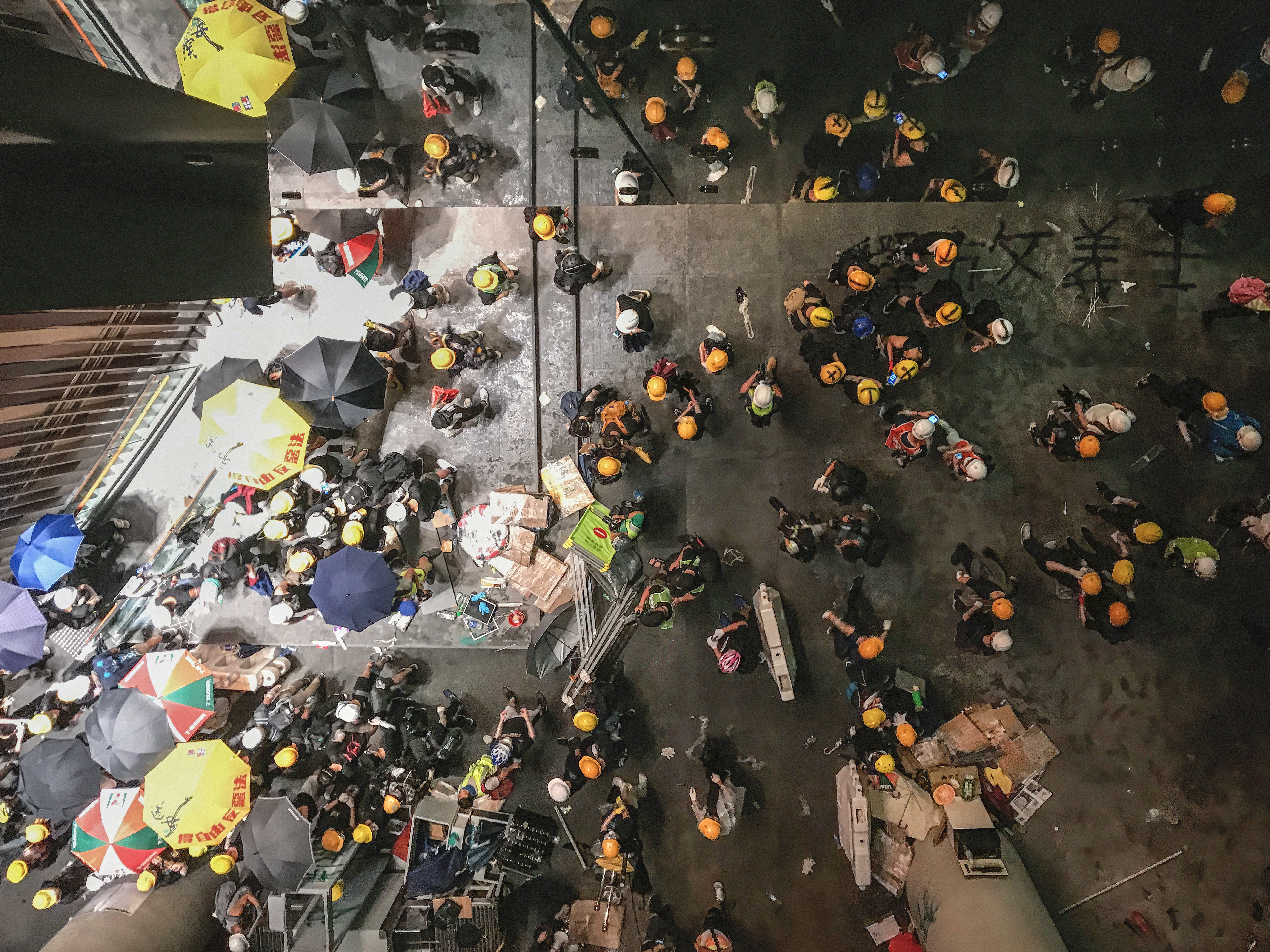
大批示威者在立法會大堂，地面寫上「釋放義士」
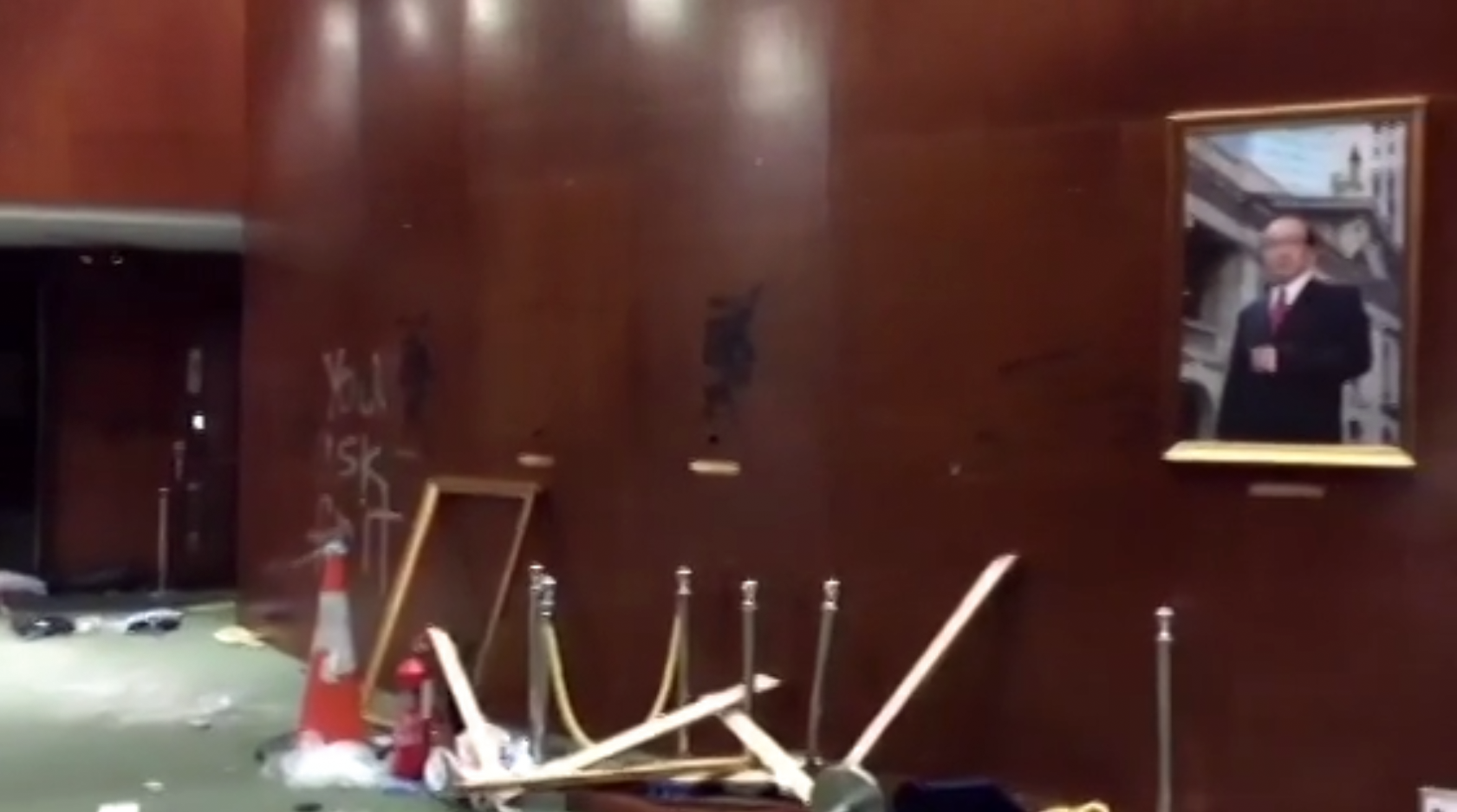
立法會主席梁君彥、前主席曾鈺成及范徐麗泰畫像被拆下，港英管治時代最後一屆立法局主席黃宏發畫像得以保留
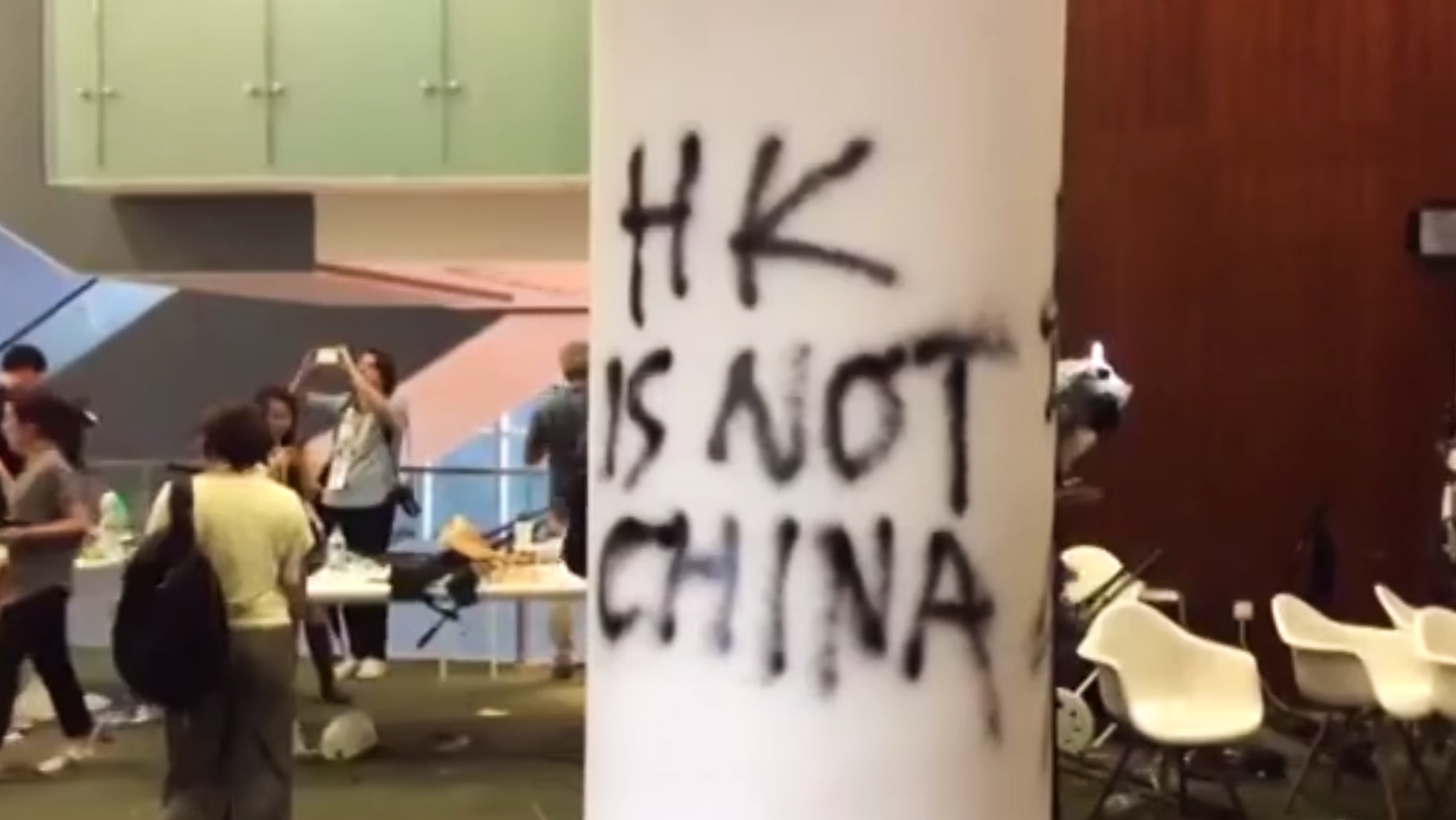
大堂牆上噴上「香港不是中國」
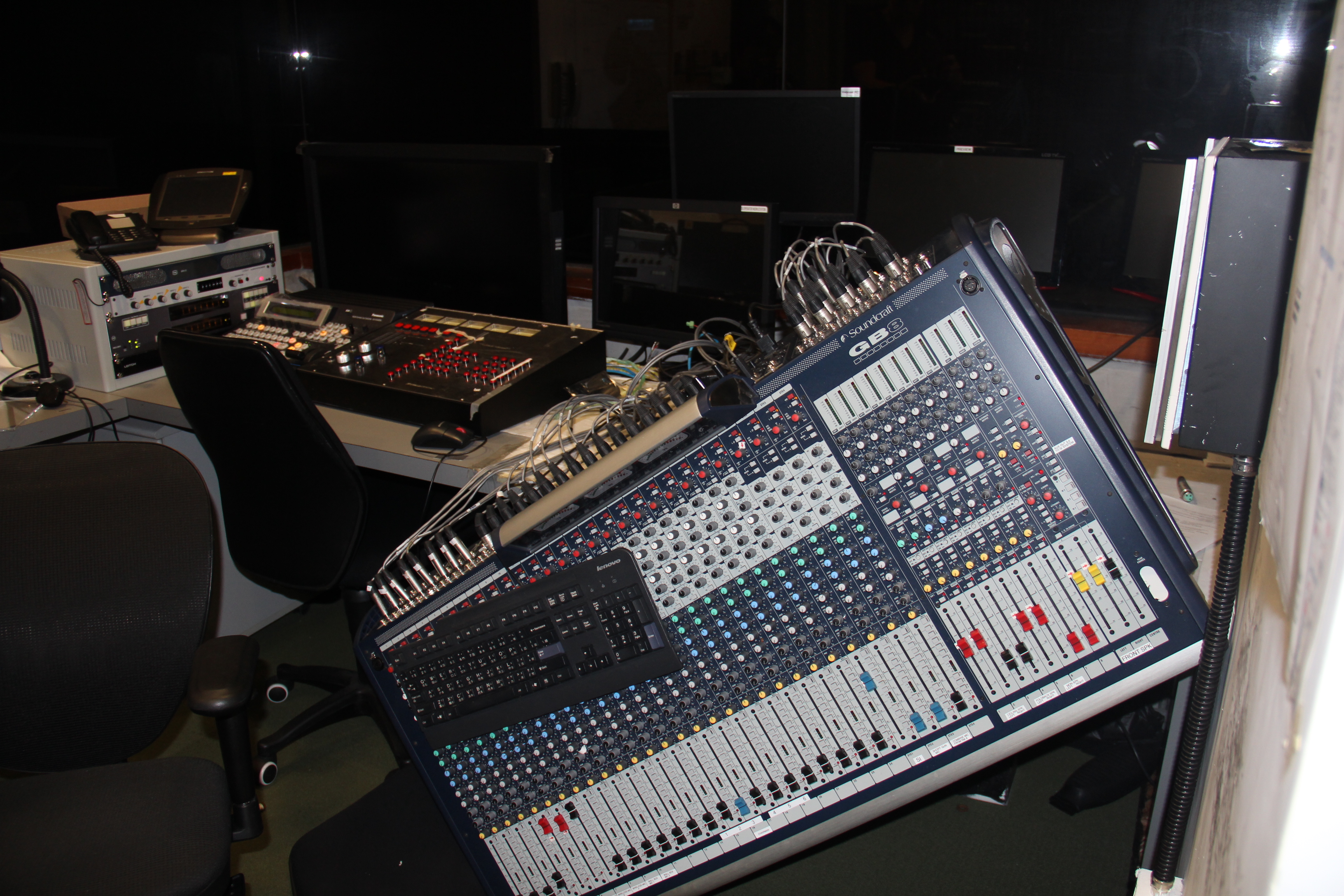
被破壞的保安室
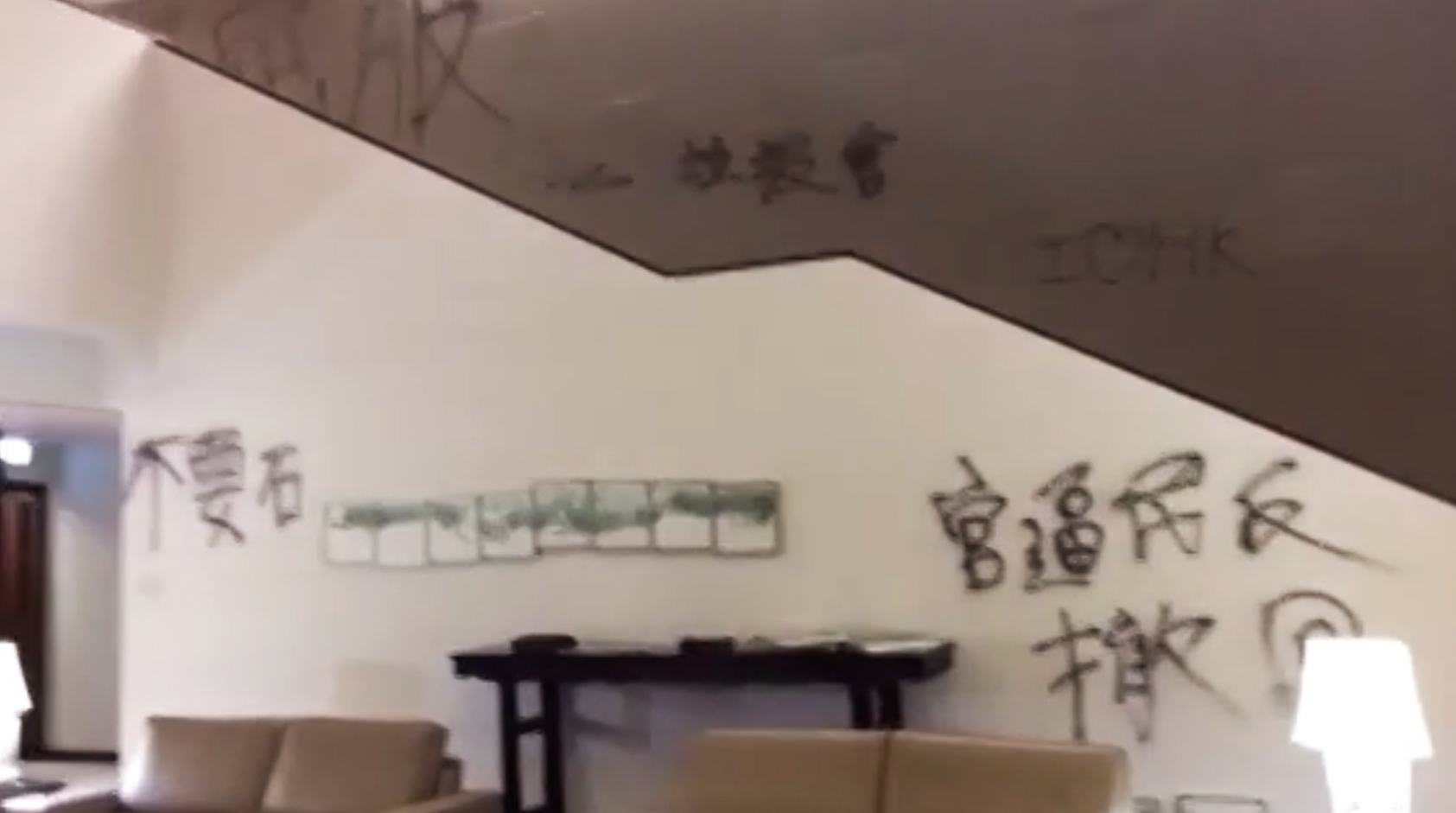
會議廳前廳的牆上噴上「真普選」、「永不屈服」、「港共」、「狗官」、「官逼民反」等字

### 警方清場及截查行動

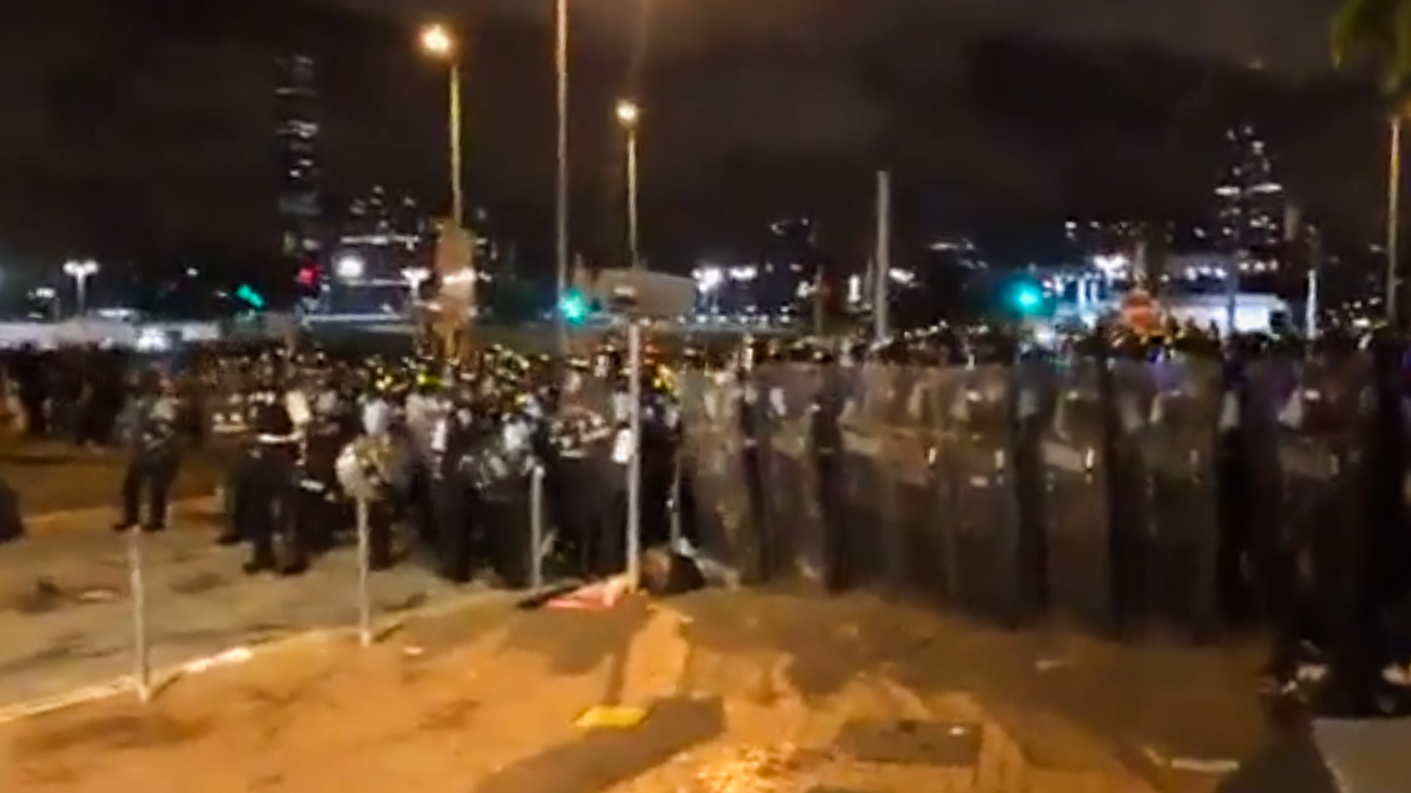
大批軍裝警員在立法會道準備清場

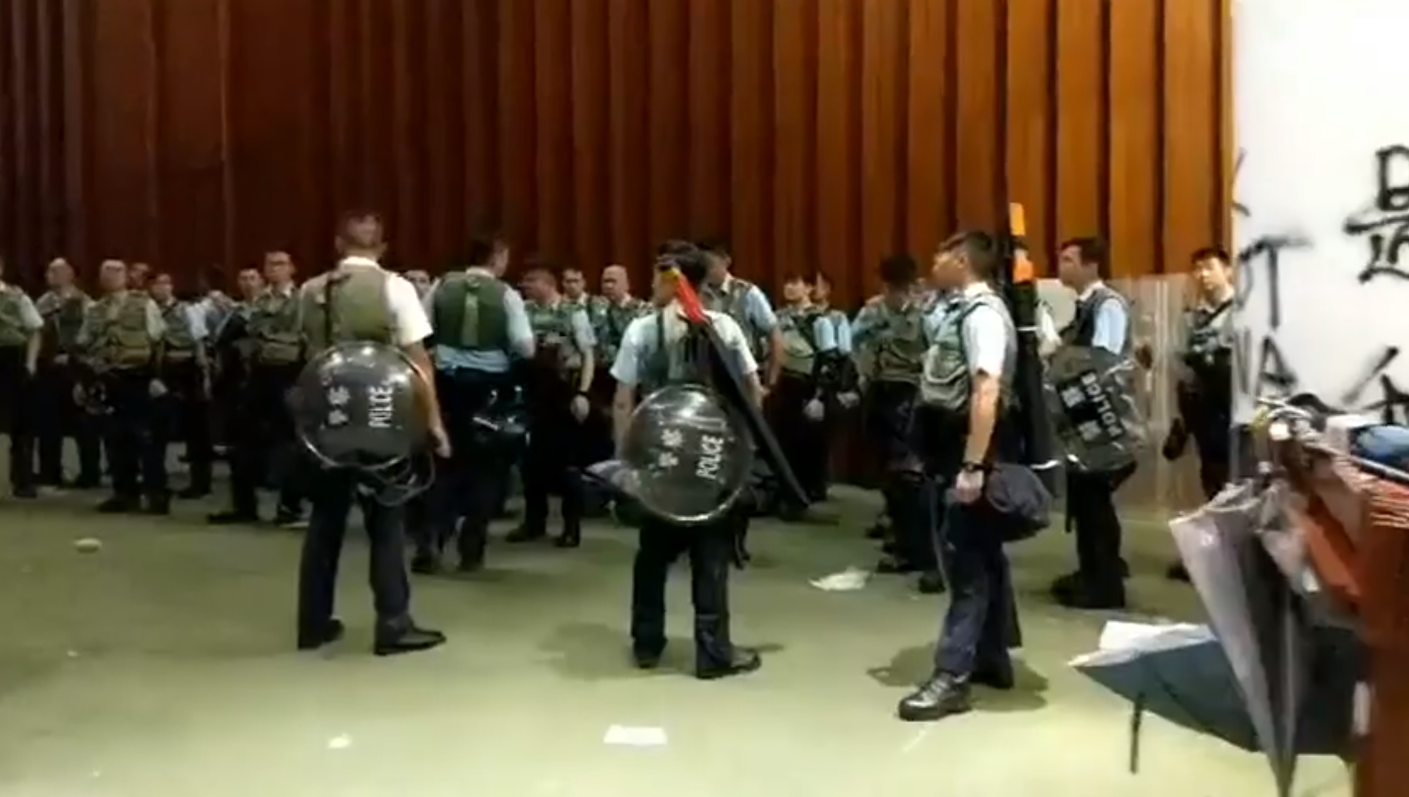
軍裝警員在立法會大樓內

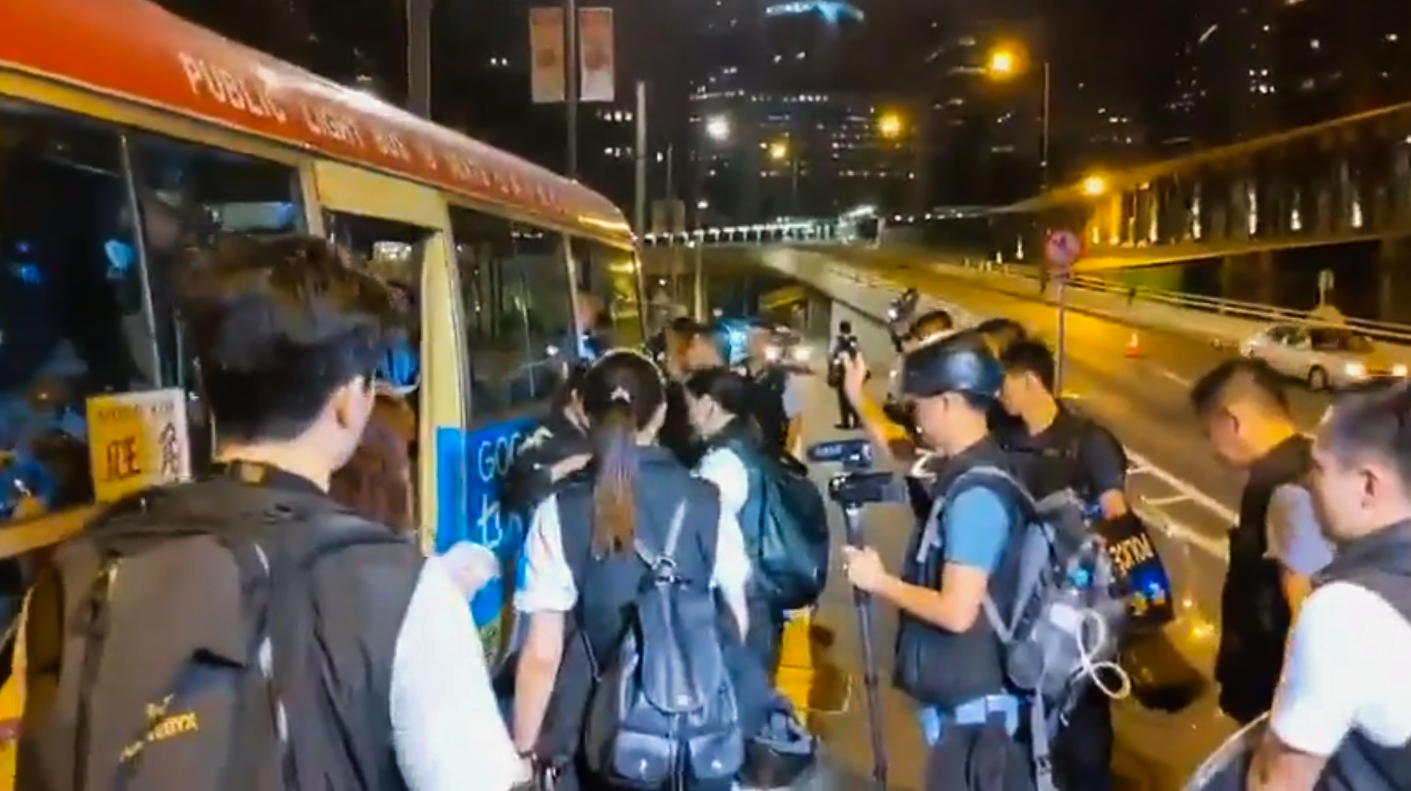
深夜，警方在太古廣場附近截停一輛往旺角的紅色小巴，並要求車上所有乘客下車

警方於凌晨0時起出動大批軍裝警員及「速龍小隊」清場，於龍和道舉起黑旗後，多次於龍匯道及龍和道施放催淚彈，並接管立法會綜合大樓，警方進入立法會綜合大樓前，所有示威者已離開立法會大樓。示威者退守夏愨道後從中環方向離去。而警方多次警告聚集該處的人屬非法集結，要求示威者往金鐘方向離開。凌晨0時55分左右，警方成功清場，夏慤道的示威者，已經全面離開。凌晨1時多，警方開始全面搜查立法會大樓各部分，包括洗手間，未有發現示威者。但只容許傳媒繼續採訪，其他人不容許進入。有一名在鏡頭貼上「高登音樂台」貼紙的男子，因無記者證，被警員搜身及記錄他的資料。
大批示威者在警方清場後經由港鐵金鐘站離開，期間一度有過百人因為免被追蹤行程記錄，而故意不使用八達通而排隊購買單程車票，亦因其時接近荃灣綫及港島綫之尾班車開出時間，故站內亦有人打開閘門通道讓乘客直接進入付費區範圍以盡快登上列車，一名自稱是港鐵職員向傳媒表示，是他們開閘「放行」，原因是尾班車即將開出，讓乘客盡快登車，但搭客在出閘時必須補回車費。該言論未獲港鐵官方證實。另有網民在網上發帖，自稱見到在站內在單程票售票機上放置輔幣以便他人購買車票，而當荃灣綫列車於離開金鐘站時，亦被乘客阻止車門關閉，用以拖延列車開出及接載更多示威者返回九龍，另旺角站亦有人打開閘門通道以供乘客快速離開鐵路車站。港鐵其後證實，因當晚子夜後金鐘站人潮劇增，故一度由車站職員開啟手動閘門容許乘客無須拍卡入閘，並提醒乘客抵達目的地後需到客務中心付款。而車站職員於尾班車開出後作例行檢查時，發現Ａ及Ｃ出口的閉路電視鏡頭遭人噴黑漆，職員就此報警並交警方跟進調查。而警方於當晚深夜又一度動員大批警力，於港島及九龍多處架設路障以作截查，當中包括灣仔莊士敦道及皇后大道東、紅磡海底隧道收費廣場及港鐵旺角站附近，其中警方在太古廣場附近截停一輛往旺角的紅色小巴，並要求車上所有乘客下車，再輪流檢查證件，記下其姓名、攝錄樣貌、搜身和搜查隨身物品，其後才放行。

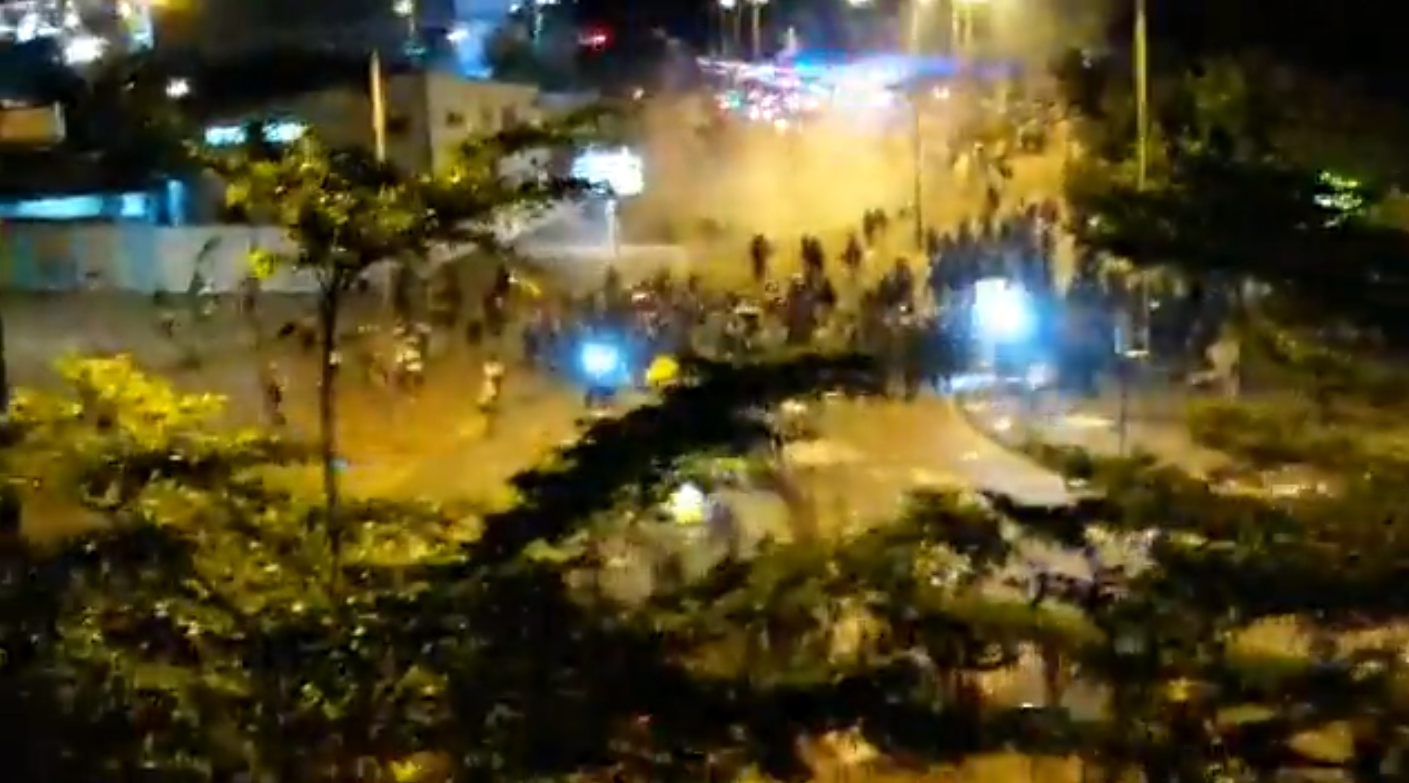
警員在龍匯道發射催淚彈
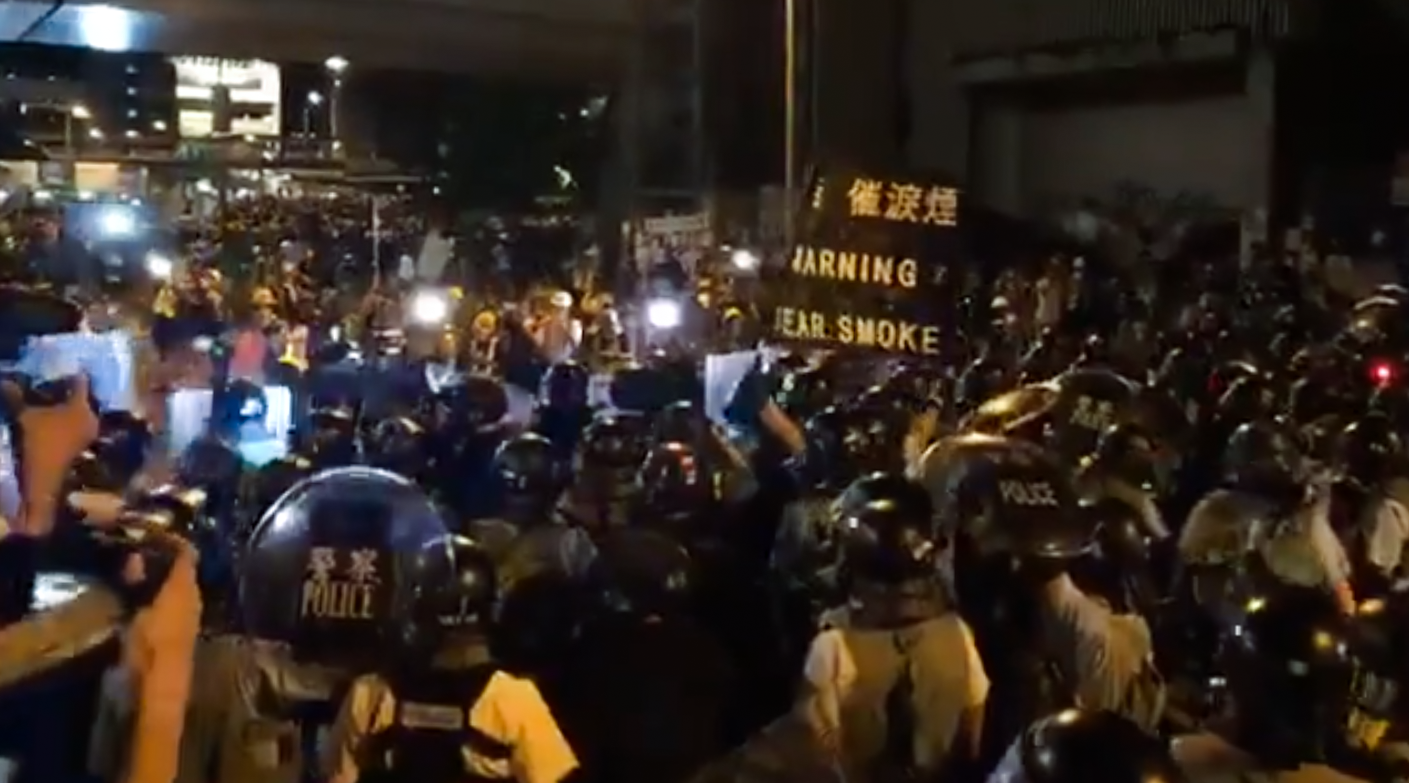
警員在添美道舉起黑旗，準備發射催淚彈
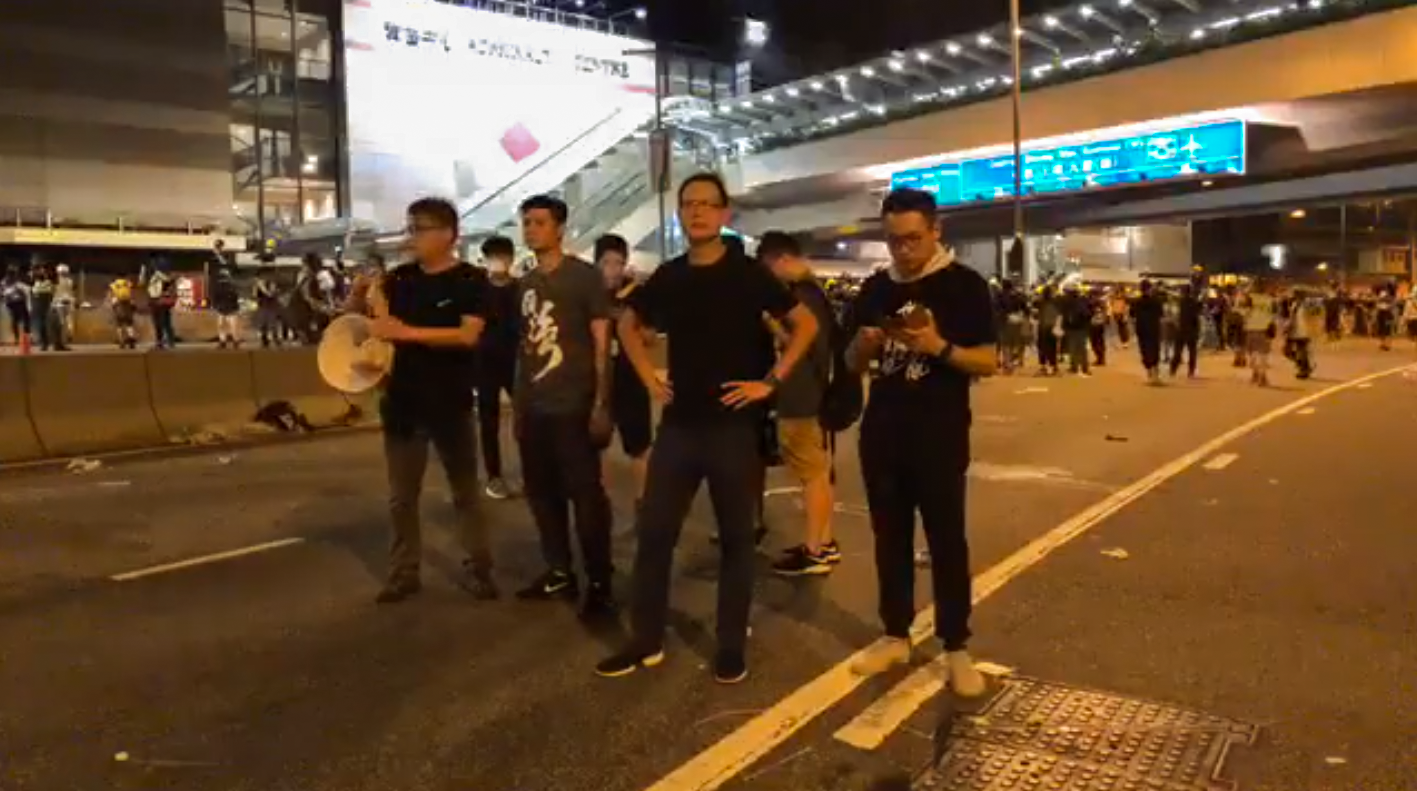
立法會議員譚文豪和楊岳橋在夏愨道喊話，要求民眾即刻離開
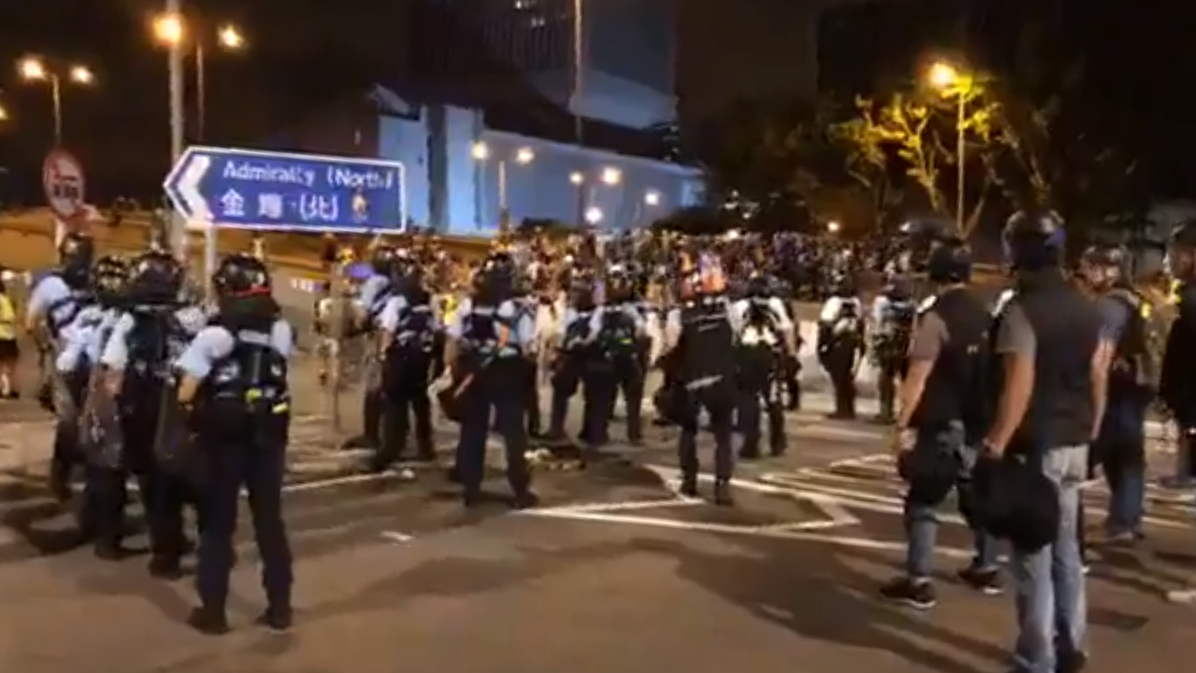
警員在夏愨道進行清場
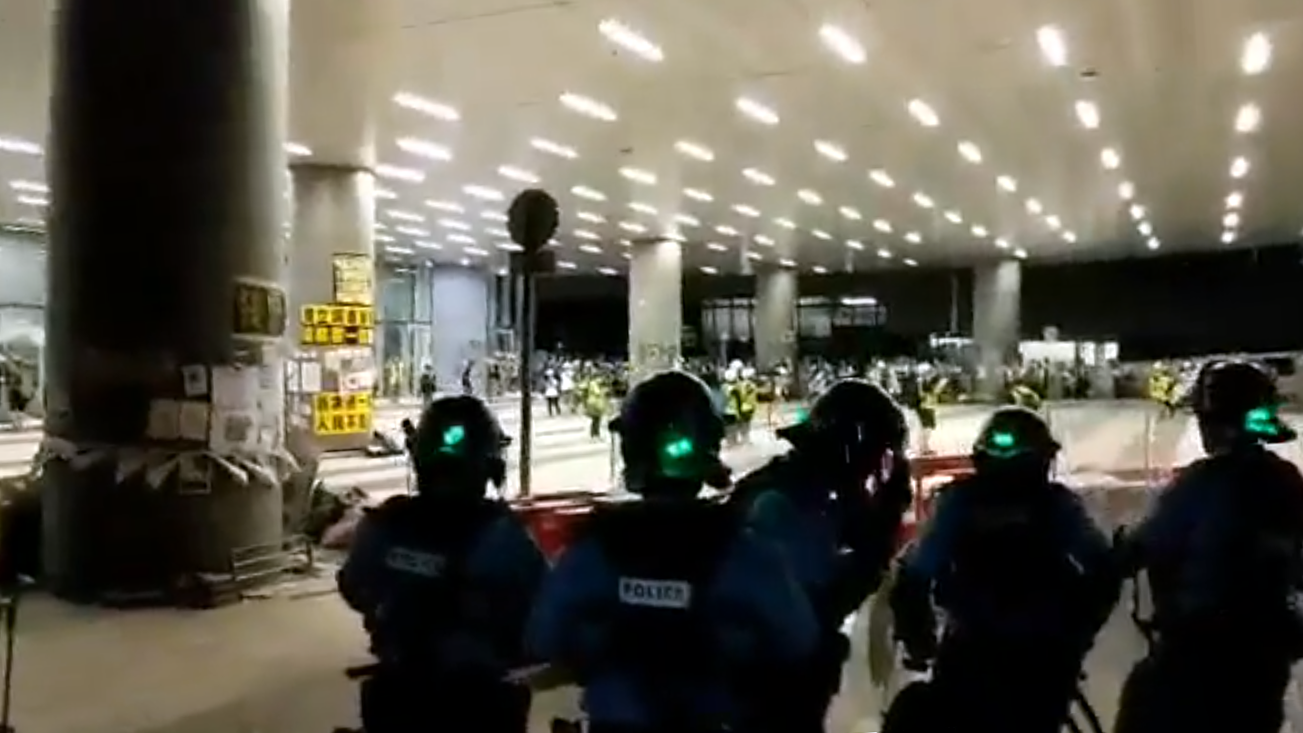
立法會綜合大樓地面有大批警員
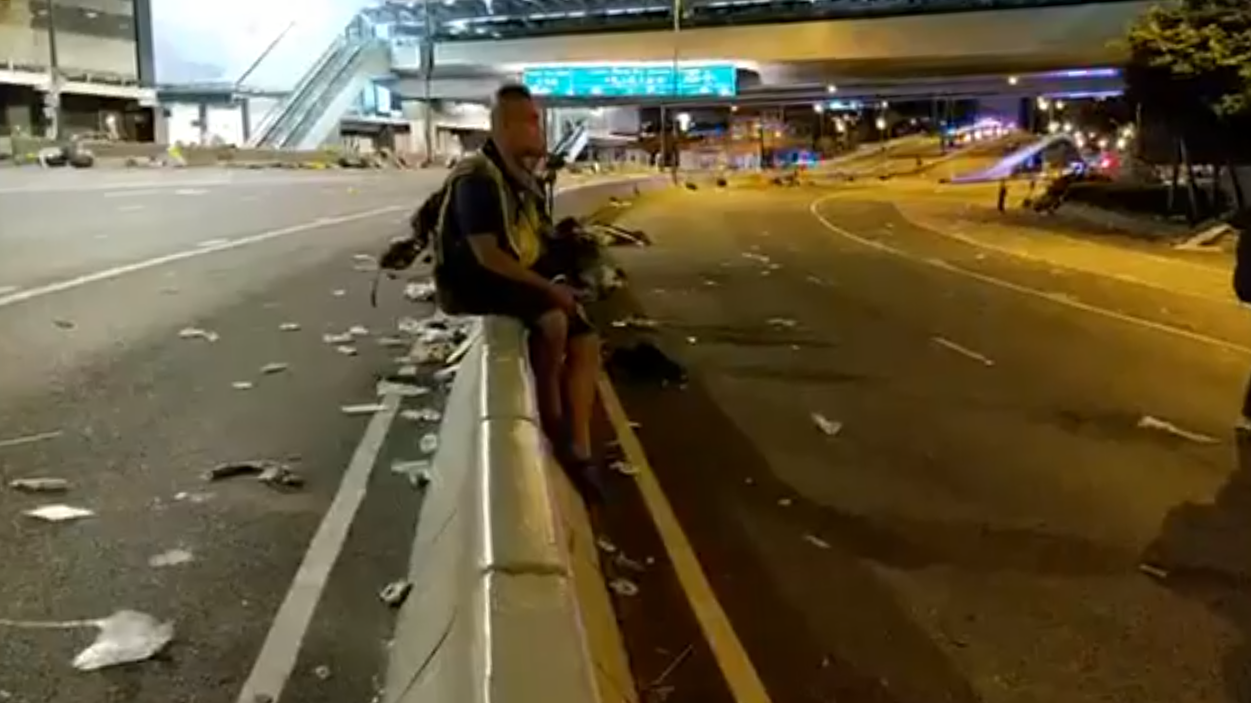
清場後的夏愨道
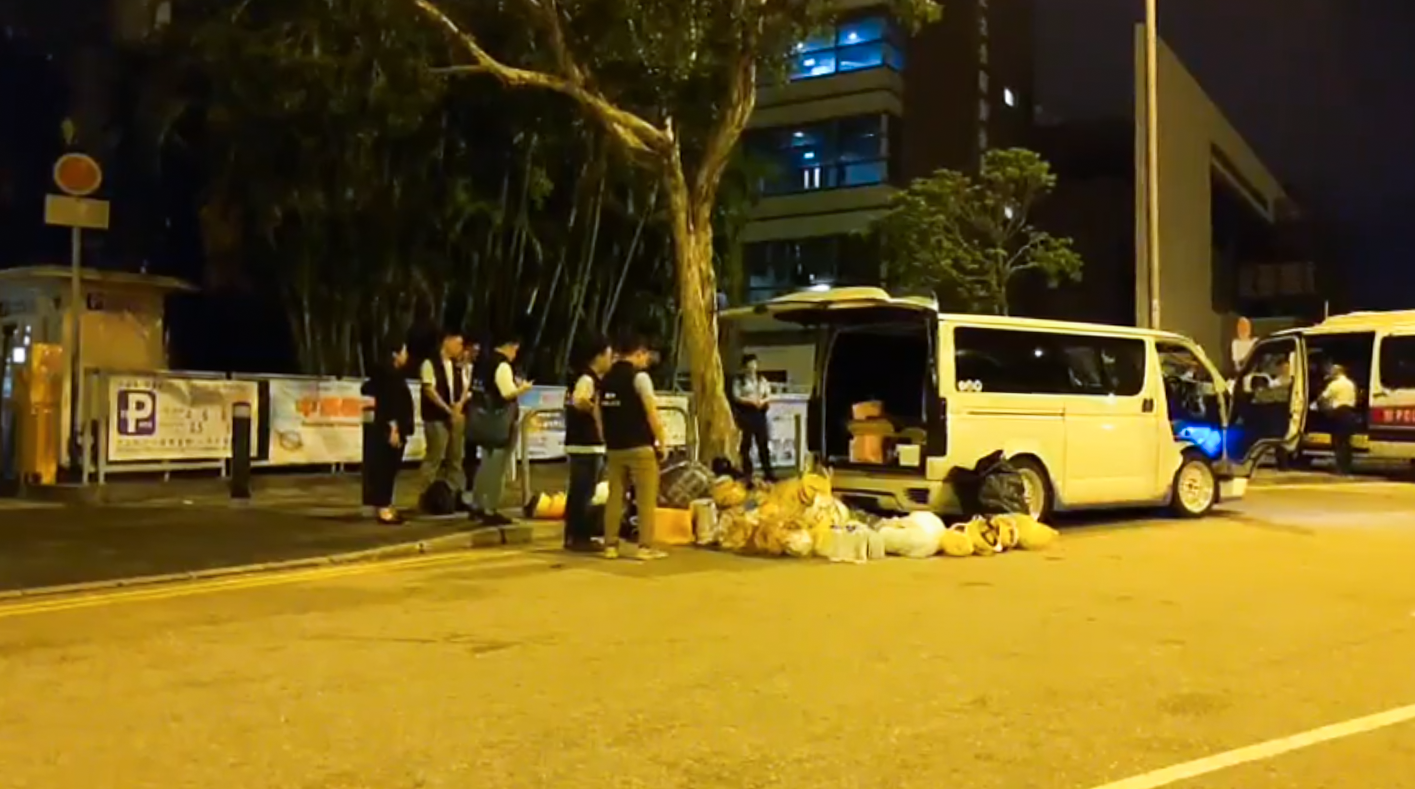
警方於中山紀念公園附近的汽車發現示威者物資

## 《香港人抗爭宣言》
7月1日晚，逾百名示威者成功佔領立法會數小時，示威者響應網民撰寫《七一宣言》（或名《香港人抗爭宣言》），希望向社會表達衝擊目的及背後訴求，及後宣言被翻譯成英語、法語、日語等語言。 另外，網上同時流傳《金鐘宣言》及《香港己亥宣言》等文宣，當中《香港己亥宣言》亦被翻譯成普通话、英、日、韓、法等國語言。
示威者進入議事廳後，前香港大學學生刊物《學苑》總編輯梁繼平與其他示威者除下口罩，並呼籲其他示威者留下，強調自己不希望所有行動之後，沒有清晰地表達訴求。
有參與立法會佔領行動的示威者在7月2日致電電台，表示自己曾在7月1日在立法會停車場參與現時的大專生及高中生有關去留的討論，形容他們「有晒心理準備做死士，準備衝入立法會」，並強調自己及一眾示威者不是「收錢的暴徒」，而是「揾唔到任何方法，去令政府正面面對我哋200萬人嘅民意」，反問社會為何令年輕人「不斷喺抗爭裡面進化？」。及後，該示威者即場朗讀聲明，回應特首林鄭月娥7月2日凌晨記者會的言論。

## 拘捕行動及司法程序

### 2019年
警方表示經調查後，在7月3日拘捕12男1女，介乎14至36歲，涉嫌藏有攻擊性武器、非法集會、襲警、妨礙警務人員執行職務及違反《1995年飛航（香港）令》、未能出示身分證明文件等罪行，最年輕僅14歲。當中包括有「佔旺畫家」之稱的31歲男子潘浩超（前名潘運瑭），他涉強行進入大樓和6月21日圍堵香港警察總部，被控1項「襲警」、1項「刑事毀壞」、1項「進入或逗留會議廳範圍」罪及1項「在公眾地方行為不檢」罪，7月5日在東區裁判法院提堂。由於他涉及6月21日圍堵香港警察總部的其他非法罪名，加上過去的紀錄，他不獲保釋還押。
警方網絡安全及科技罪案調查科亦拘捕9人，介乎16至40歲，涉嫌網上對警員「起底」及其家人中英文全名、身分證號碼、住址等資料、發動DDoS攻擊警方網站及發布威嚇刑毁的網上言論等。
而警方亦接獲金紫荊廣場保安報案，指有人在7月1日下午約1時47分移走廣場上的一面國旗，並換上黑色旗幟，以及將區旗位置移動。警方將案件列作「侮辱國旗」及「侮辱區旗」處理，並交由灣仔警區刑事調查隊接手跟進。
據《自由亞洲電台》於7月18日之報導，7.1 衝突後有十多名香港示威者到台灣，由一名台灣律師協助他們，以及他們正接觸台灣陸委會希望尋求庇護。陸委會指台灣支持香港民主自由及保障人權，會為因為政治因素令安全自由受威脅的香港居民提供必需的協助和以相關法規妥善處理。
8月19日，警方在青衣拘捕23歲，在旺角佔領區有「女村長」之稱的畢慧芬。她被控「進入或逗留在會議廳範圍」罪名。由於她牽涉其他案件及違反宵禁令。8月20日在東區裁判法院提堂時被法官拒絕保釋，還押看管。 案件押後至10月28日再訊。
8月27日，警方以「進入或逗留在會議廳範圍」、「刑事毀壞」及「串謀刑事毀壞」罪名拘捕3人。其中一人為香港城市大學學生報編輯委員兼記者黃家豪。
8月29日，警方拘捕香港大學學生會前會長孫曉嵐，及另一名22歲陳姓女子，兩人涉嫌「串謀刑事毀壞」及「進入或逗留在會議廳範圍」。9月27日，孫曉嵐被正式落案起訴「進入或逗留在會議廳範圍」罪，9月30日於東區裁判法院提堂。而案中另外4名年齡介乎19至29歲的被捕男子亦被控「進入或逗留在會議廳範圍」，其中黃家豪被警方以「刑事毀壞」及「進入或逗留在會議廳範圍」起訴，全部人於9月30日在東區裁判法院提堂
8月30日，警方拘捕熱血公民主席兼立法會議員鄭松泰，前《港大》學生會會長孫曉嵐，就分別則兩人涉嫌「串謀刑事毁壞」及「進入或逗留在會議廳範圍」，其後兩名在分別送往天水圍警署及後轉到大埔警署獲准保釋候查等。
9月30日，警方拘捕41歲的前港視藝人王宗堯和26歲社運人士，「本土學社」召集人劉頴匡，兩人涉嫌「串謀刑事毁壞」及「進入或逗留會議廳範圍」。另外30歲的熱血時報記者馬啟聰同樣被警方以「刑事毀壞」及「進入或逗留在會議廳範圍」罪名拘捕。其中馬啟聰及王宗堯於10月3日在東區裁判法院提堂，兩人各被控一項「進入或逗留在會議廳範圍」罪。裁判官頒令兩人獲准以2000元保釋，其間不得離港，並頒下禁足令，不得進入立法會附近、即龍和道、立法會道、夏慤道及添華道等範圍內。案件押後至12月13日再提堂。同日，東區裁判法院開審，除了畢慧芬和潘浩超繼續還押外，孫曉嵐，黃家豪及其他3名被告獲准以2000元保釋，其間守禁足令，不得進入立法會附近、即添美道、夏慤道、添華道和龍和道範圍，不得離港並須守宵禁令。案件押後至12月13日再訊。
10月14日，警方起訴1名男子，被控於7月1日在立法會綜合大樓，違反《立法會（權力及特權）條例》第8（3）條所發出的行政指令，即進入立法會會議廳範圍內時，未有遵守立法會人員為維持秩序而發出的指示。當日在東區裁判法院提堂，23歲報稱地盤工人的沈姓被告暫時毋須答辯，主任裁判官錢禮按控方要求將案件押後至12月13日，以待再作調查。被告獲准以2000保釋，其間須守10時至6時的宵禁令、不得離港，亦須遵守禁足令，不得踏足立法會大樓一帶。
11月22日，劉頴匡在個人臉書中留言稱，警方正式落案起訴他「進入或逗留會議廳範圍」罪，12月13日在東區裁判法院提堂。
11月26日，警方拘捕1名19歲文姓男子，他被控以一項「進入或逗留在會議廳範圍」罪，12月13日在東區裁判法院提堂。
12月13日，東區裁判法院再審，10名被告分別是20歲學生黃家豪、19歲任職廚師的羅姓被告、29歲任職車房工人的周姓被告、21歲任職運輸工人的何姓被告、畢慧芬（24歲，無業）、孫曉嵐（23歲，無業），以及潘浩超（31歲，無業），23歲報稱盤工人的沈姓被告，王宗堯（41歲，藝人）和馬啓聰（30歲，記者）均被控1項「進入或逗留在會議廳範圍」罪。另外黃家豪和潘浩超被加控2項「刑事毀壞」和1項「非法集結」罪。10人分3案審理。控方同樣申請將押後至2月21日再訊獲批准，以待索取法律意見和作進一步調查，除了鑑證和口供錄取工作，警方針對王宗堯和馬啓聰兩人，將會翻查閉路電視記錄從片段中的衣著確認被告身分。被告亦投訴控方拖延進度，至今除了指控外，沒有提供任何片段證實指控。除了畢慧芬和潘浩超，其餘被告獲准繼續保釋。而孫曉嵐以及其餘4名被告申請撤銷宵禁令獲法庭批准。而報稱是兼職電話投注站助理的26歲「本土學社」召集人劉頴匡和1名21歲報稱學生的文姓被告各被控1項「進入或逗留在會議廳範圍」罪遭起訴，案件同日在東區裁判法院提堂。裁判官應控方要求將案押後至2020年2月21日再訊，以待警方整合調查內容和索取法律意見。兩被告毋須答辯。控方不反對保釋，兩人均獲准以2000元保釋，候訊期間不得離港，須守禁足令和定期到警署報到。後來因疫情關係延至4月1日再提堂，控方表示已索取法律意見，申請押後本案，以待與另外6宗案件合併。其中3宗案件去年已提訊，涉及藝人王宗堯、曾發起多次遊行的劉頴匡等人。另外3宗是未提堂的傳票案，據悉警方翻查閉路電視，辨認到有3人涉闖入會議廳，但未能聯絡上，故向他們發傳票。控方稱案件合併後，共有15名被告。案件押後至6月10日答辯。周姓被告因其他案件被還押，控方卻未有為他申請提犯令，他因此缺席聆訊，只有代表律師到庭，未能申請保釋。另外，畢慧芬早前定罪服刑中及潘浩超因其他案件須繼續還押外，其餘被告獲准以原有條件保釋。

### 2020年
1月9日，香港眾志成員黃莉莉前往台灣觀看2020年中華民國總統選舉時，於香港國際機場被警方拘捕。香港眾志認為拘捕跟7月1日佔領立法會事件有關。
因疫情關係，原於2月21日的再提堂日期延至4月1日，控方表示本案已完成調查及索取了法律意見，控方決定將相關案件合併處理，合併申請會在6月10日再提訊時處理。裁判官批准押後，除畢慧芬及潘浩超期間須還柙外，其餘5名被告獲准繼續保釋。
6月9日，孫曉嵐、劉頴匡和王宗堯在社交網站發文，指接到律師通知，控方申請所有人會被改控暴動罪，最高刑期由監禁3個月增至十年。
6月10日再提堂，控方表示29歲任職車房工人的周姓被告，是當晚在立法會宴會廳發現一張寫有「林鄭下台」字句紙張，紙上有被告的指紋，但翻查閉路電視後，沒有證據顯示被告進入立法會，以及有關紙張是何時及如何出現在立法會。控方宣佈撤銷控罪，但反對支付堂費，認為有關紙張出現在大樓內，反映周姓被告是自招嫌疑。裁判官表示，不能接受控方的說法，判控方支付堂費。另外12名被告，包括王宗堯、孫曉嵐、劉頴匡等，則被加控量刑較重的暴動罪。
而控方宣佈撤回何姓運輸工人的所有控罪並支付訟費。
其中21歲文姓被告沒有到庭應訊，法庭向他發出通緝令。
案件押後至8月3日下午在東區裁判法院再訊，被告獲准保釋，等候控方移交文件，將案件轉介至區域法院審理。
另外，警方也起訴香港大學刊物《學苑》前總編輯 - 26歲的梁繼平，27歲的范俊文和25歲的吳志勇。3人被控「進入或逗留在會議廳範圍」罪，除了吳志勇外，另外2人身在海外未有出庭，控方將再度向兩人派送傳票，押後至8月3日再訊。出席聆訊的吳則遭加控1項暴動罪，指他連同上述4案的被告參與暴動。
王宗堯在庭外批評，律政司對其加控暴動罪是意圖抹黑自己和驚嚇市民，令香港變成中國一個普通的城市。他稱所有「有睇新聞」的市民皆清楚香港警察濫捕和濫暴，甚至用違法的手法無差別地攻擊記者，卻不像其他國家般有機制制衡。他稱會繼續反抗強權，又讚揚香港有很多有正義感的年輕人。
劉頴匡與來聲援的歌手阮民安等10名聲援者步出時，一同高喊示威口號等。劉表示，縱觀歷史，社會運動家均會面對被拘捕和起訴，但是有那麼多手足同行，沒有退縮和放棄的資格。
警方後在11月28日拘捕已有法庭通緝令的范俊文，30日押解往東區裁判法院，就進入或逗留在會議廳範圍罪及一項暴動罪應訊。暫毋須答辯，將案件押後至12月10日再訊，讓控方準備轉介往區域法院審理。期間被告獲准以現金及人事各1萬港元保釋外出，但須守禁足令。
12月18日，控方申請將所有案件合併，除被告羅樂生及沈鏡樂要考慮答辯方向、范俊文需時等待法援外，其餘9名被告擬否認控罪。案件押後至2021年3月26日再訊。

### 2021年
2021年2月10日，民主派人士鄒家成被指在前年參與佔領立法會，而被警方加控暴動罪，他一度在青衣警署被扣留調查，其後獲准以現金1萬元保釋，3月24日報到。

### 2022年
1月18日，警方重新拘捕9名男子，他們於2019年7月1日，在香港演藝道、分域碼頭街、龍匯道及龍合街一帶，連同其他不知名者參與暴動，被控暴動罪。其中1名男子涉於同日同地保管或控制一個槌子；被加控一項管有物品意圖摧毁或損壞財產罪。19日於東區裁判法院提堂。各人暫毋須答辯，控方因待準備轉介文件至區域法院要求押後，並表示不反對各人保釋，主任裁判官嚴舜儀批准各人以5000元保釋，其間不得離港，須交出所有旅遊證件、每周到警署報到一次，以及遵守宵禁令。案件押後至3月7日再訊。

### 2023年
9名年齡介乎17歲至37歲男子，包括一對孖生兄弟，被控暴動等罪名，案件於2023年2月2日在區域法院再訊，其中4人擬認暴動罪，連同早前表示擬認罪的男學生，將於3月23日作正式答辯和求情。控方指，共有逾26小時的片段及30名警員證人。法官郭偉健將案件排期於2024年1月5日作審前覆核，3月11日開審，作25天中文審訊，所有被告均續准保釋。其後再多一人承認暴動罪。到2023年4月13日，區域法院法官李慶年判刑時指，本案暴動規模大，長達99分鐘，造成威脅的嚴重性及逼近程度高，事件明顯對公眾造成嚴重滋擾，本案暴動規模及情節為中等嚴重。法官又指，參與非法集結及暴動的年輕人，雖然懷著改變社會的理念和有被告因法律程序及學業壓力而確診抑鬱症，亦有被告患精神病需照顧患危疾的母親。但以違法方式表達「害人害己」，又認為有不少參與者被煽動違法，指片段可見有人把被告拉向對峙前線。判一名青年入教導所，另外3人判監26個月，餘下一名30歲男判囚28個月。4名不認罪的被告經審訊後，2024年10月8日於區域法院由暫委法官張志偉裁定4人罪名成立，張志偉要求控方呈上詳盡檢控時序表以評估是否有檢控延誤，並把案件押後至10月底處理求情及判刑，4人須還押候判。

2023年5月29日，劉頴匡、藝人王宗堯、港大學生會前會長孫曉嵐、網媒記者馬啟聰等被控暴動的案件在西九龍裁判法院（暫代區院）開審，劉穎匡、孫曉嵐等 7 人承認暴動罪，王宗堯等 5 人則否認暴動。否認暴動被告當中，王宗堯與另一人承認「進入或逗留在會議廳範圍」罪。控方開案陳詞指，傳媒片段拍攝到部分被告身處會議廳內，包括藝人王宗堯、及頭戴黃色頭盔，以手機拍攝的網媒記者。另一被告警誡下稱當天為「城大編委」傳媒代表在內訪問及拍攝。控方指，警方在會議廳檢取一本被毀壞的《基本法》小冊子上，發現其指紋。辯方表示，若法庭信納案中兩被告為記者，當日在立法會正當地履行職務，即可裁定其無罪，在此基礎下控方亦沒有其他獨立證據，指控他們另面對的「進入或逗留在會議廳範圍」控罪。
2023年6月13日，辯方爭議案發時25歲男被告於2019年8月13日回鄉探親，經福田口岸回港時被公安扣留，因 「尋釁滋事罪」被捕，被扣留至 10 月 18 日才獲安排回港。在內地被扣押期間要寫「悔過書」承認曾參與 7.1 立法會示威，若他不合作，便會「被消失」。有香港警方曾到內地收押所威脅被告稱「你再唔認就繼續留喺度啦，唔使諗住返到香港喇。」而被告最終承認曾撞玻璃，隨後被帶返香港，又指警方要求他在錄影會面時加插內容，如撞玻璃讓其他示威者進入立法會等。涉事警員否認辯方指控。

### 2024年
2024年2月1日，西九龍裁判法院法官李志豪裁定4人包括王宗堯暴動罪成，3月16日判刑。王宗堯、何俊諺、吳志勇、林錦均於2月21日求情；鄒家成、劉頴匡於3月11日求情。
2024年3月16日，西九龍裁判法院就案件判刑，12名被告分別判囚4年半至6年10月，其中王宗堯判囚6年2個月、鄒家成判囚約5年1個月、孫曉嵐判囚4年9個月、劉頴匡判囚約4年半。同案另外兩名報稱記者的被告「非法進入會議廳」罪成，罰款1000及1500元。

## 警方處理手法質疑
香港警方在佔領七一立法會大樓的處理手法引起各方質疑。兩名曾任香港皇家警察高層、現為反恐顧問的保安專家基斯·佩德（Chris Pedder）和史蒂夫·維克斯（Steve Vickers）均對警方採用的策略大惑不解，認為事有蹺蹊。質疑聲音指出，警方全面撤離立法會大樓策略只有兩種可能：一是警方部署不當，沒有盡責守護立法會大樓內的公共財產，若是如此，立法會和市民有權追究警方失職以致損失公帑的責任；二是警方另有盤算，根本沒有以守護立法會大樓為行動目標，若是如此，警方須澄清當日的行動目標為何，否則難以洗脫擺佈空城計，以便標籤示威者為「暴徒」的惡名。警務處長盧偉聰則否認警方製造「陷阱」，表示警方是因為當時基於立法會現場地理環境、燈光、人數等問題，大樓內警力與示威者人數懸殊，致警方可使用的武力「非常有限」問題；部分示威者破壞電箱，大樓內部分燈光熄滅，警方擔心示威者完全熄燈造成人踩人，或警方與示威者糾纏時會「有不好的事發生」，為了安全唯有暫時撤離。。
據立場新聞採訪資深工程師黎廣德，質疑警方棄守立法會有七道「破綻」：
1. 警方在7月1日突然全盤改變以往的佈防方式，讓警員全部退入大樓內，而非在大樓外設防。
2. 若果警方真心想保護建築物，為何不採取行動，及早制止在大樓玻璃牆外衝擊的極少數示威者？若果玻璃外牆不被破壞，示威者根本沒有可能進入大樓內。
3. 盧偉聰聲稱擔憂大樓因燈光熄滅而失控，然而要維持一棟大樓正常運作，必須首先掌控電機房和控制室，警隊在草擬行動計劃時斷不可能忽略如此重要的部署。
4. 盧偉聰聲稱警方在晚上9時撤離的其中一個原因是有人向警員投擲發出白煙的物件，所以擔心「有毒麈粉」攻擊，於是警員「在無法選擇下要後退」。然而所謂「白煙事件」在中午已經發生過一次，若果警方有足夠理由懷疑白煙是可能對周遭的人士造成危險的有毒塵粉，理應緊急召喚救護人員並且制止發出白煙的源頭，然而警方從中午起一直未見有嚴肅處理，而且白煙是不是真的有毒，以及是甚麼人放煙，仍然充滿疑點。
5. 與警方過去驅趕記者的態度不同，當日現場記者得到警方「受寵若驚的待遇」，他們獲警方邀進入大樓內前線警員中間，讓記者直播大樓鐵閘被示威者衝擊的實況，然而若示威者真是 警方口中的「極端暴徒」，警方的安排有如推記者向險境，因為鐵閘一旦被撬開，雙方必然發生激烈衝突，此外，警方聲稱因「白煙襲擊」而撤離時任由記者在鐵閘前面採訪拍照，完全沒有要求他們同時撤離或照顧自身安全。
6. 若果警方的行動目標是守護大樓財產，即使必須從大樓地下的第一道防線撤離，警方大可以退卻至大樓一樓，建立第二道防線。由於立法會大樓的設計獨特，只需關掉升降機，從地下通往一樓會議廳主要倚靠一條窄長的電動扶梯，若果警方在此設置防線，示威者很難突破。
7. 盧偉聰稱警方棄守大樓可保障公眾安全，沒有造成更多傷亡，然而在警方決定撤離時無法預知示威者在佔領大樓後會否堅決留守。假如有幾百名年輕人留在會議廳堅拒離開，因為室內環境狹窄不能使用催淚彈，警方清場時製造的混亂必然會比驅散戶外示威者更大，造成流血衝突的機會亦更高，從大樓全面撤離反而會增加傷亡的風險而非令公眾更安全。

## 本地回應

### 政府官員
前行政長官林鄭月娥、前政務司司長張建宗、前保安局局長李家超、前警務處處長盧偉聰於翌日清晨4時在灣仔警察總部會見傳媒，林鄭月娥嚴厲譴責示威者以暴力衝擊立法會綜合大樓並大肆破壞、又以含毒性化學物襲擊警員，形容該等行為目無法紀，嚴重影響法治價值，並表示對違法行為追究到底。保安局局長李家超則表示示威者觸犯多項嚴重罪行。
政府及後在新聞公報中全文收錄林鄭月娥、李家超、張建宗及盧偉聰的發言，但刪去部份記者的提問，香港記者協會對此表示極度遺憾，要求政府立即解釋當中的原因，以及選取發佈記者提問內容的準則。協會又表示，林鄭月娥於凌晨4時舉行記者會，絕大部份市民均無法全面了解記者會的內容，政府新聞處的記錄是除了錄影片段外唯一的官方渠道，可供公眾掌握政府對立法會一事的立場和回應，且有關記錄亦將成為香港歷史檔案中的重要記錄，故政府新聞處務必全面準確記錄記者會的內容。又指出，政府新聞公報作為官方發佈渠道，不論特首、官員有否回應，問題是否尖銳，也必須記錄及公佈在場傳媒所有提問及官員回應內容，不能肆意刪減，以保障公眾知情權。香港記者協會又補充政府新聞公報刪去的記者提問內容：
1. 有立法會示威者形容自己視死如歸佔領立法會，你覺得自己有無責任呢？因為政府沒有回應市民的訴求，所以視死如歸？
2. 特首你經常說天堂給你留了一個位置，你是否對得住3名自殺人士的家屬？現在是否仍覺得天堂有個位置，你會不會落地獄？
3. 你是否完全看不到有人因為這次事件而死？
4. 對於有指今次事件是因為特首你不聆聽民意造成？你有何回應？

### 民間人權陣線
7月1日晚近11時，民陣聯同民主派議員發表緊急聲明，回應「群眾自發行動」：
|                          | 林鄭至今未有任何回應和溝通的誠意，拒絕面對社會，無視市民的訴求，將年輕人推到絕望。 林鄭⋯⋯表現出傲慢態度，令事件火上加油，釀成今日的危機，林鄭就是罪魁禍首！ 林鄭必需親自面對民意，回應群眾自6月9日的訴求，解決由她一手造成的政治危機，不要用武力鎮壓民眾訴求，不要再讓任何人受到傷害。 |
| ——民陣、民主派立法會議員 | |

### 立法會議員
事件發生後，立法會主席梁君彥於事發後翌日視察大樓的損毀情況，他表示由於大樓損毀嚴重，隨後兩星期無法舉行會議，並感極度遺憾和痛心。

#### 民主派：制度不公 政府需要負責
- 民主派會議召集人毛孟靜：譴責特首林鄭月娥試圖逆轉民意，推責任上年輕示威者身上，民主派有時間，願意等待她盡快給出誠意回應
- 民主黨主席胡志偉：林鄭只有全面撤回《逃犯條例》才是回應市民，成立獨立調查委員會才能解決問題
- 公民黨郭家麒：批評林鄭拒絕民主派會面，所說的都是「廢話」，造成立法會亂局的主因是沒有雙普選，建制派亦沒有反映民意
- 專業議政梁繼昌：政府一直未有處理好危機，如果當局在6月9日就出來道歉和撤回修例，浪費了的生命和衝突就不會發生
- 教協葉建源：雖然部分人用了暴力的做法，但更多青年人自制地保護立法會圖書館文物。這些做法也是很清楚傳達了準確訊息，這是政治表達

#### 建制派：強烈譴責 示威者屬暴徒
- 建制派召集人廖長江：示威者衝擊立法會、視法紀如無物屬暴徒行為，亦是踐踏特區政府及國家尊嚴，要求警方追究到底。倘採取姑息態度，將責任怪於政府身上，如同默許示威者再次衝擊
- 民建聯主席李慧琼：暴徒需受到法律制裁
- 自由黨主席張宇人：立法會衝突引起市民不安，亦令香港經濟受到破壞，且有商界朋友已向他表示來港投資的憂慮，呼籲市民不要粉飾暴力行為。
- 實政圓桌田北辰：昨日的示威行動是對立法會的污辱，高度讚揚警方十分克制，並給予示威者時間離開現場。又認為政制改革刻不容緩，故較早前向特首提議在暑假期間召開閉門會議的聆聽會，聆聽年輕人說話。
- 民建聯葛珮帆：「空城計、放水論」的言論是不負責任的說法及表現。
- 工聯會陸頌雄：反對派議員推卸責任卻不檢討自己，是造成現今局面的始作俑者。他續指，由2014年開始違法佔中強調違法達義經已是「打開潘朵拉盒子」，認為反對派應將政治本錢放低，不要遺害下一代。
- 何君堯：最重要是大家要明白，在這件事中的是非黑白在哪兒，不能夠再惺惺作態、假仁假義，明知錯的事情，仍支持這些暴力行為。任何法官如果仍麻木不仁，我何君堯一定會嚴重追究到底。
- 財委會主席陳健波：不希望事件變為六四事件之香港版，否則會招致歐美制裁。未來兩星期不能開會，要視乎情況再決定何時開會，會考慮加會討論，現時仍有四十多項議程，跟民生有關，包括公務員加薪和橫洲興建公屋等。他說政府物業向來沒有購買保險，估計修復大樓要以千萬元計。

#### 中間派
- 獨立議員陳沛然促請林鄭對話。[107]

### 宗教界別
- 六大宗教領䄂：對示威者蓄意破壞感痛心，并籲政府及不同立場人士放下執著。[108]

### 大學界別

#### 大學校長
- 香港大學校長張翔：破壞性的行動應予譴責，但呼籲各方莫才訴諸對抗，只要各方能夠主動開展積極對話，社會的裂痕始終會得到復和[109]。
- 科技大學校長史維：立法會發生的事件令人困擾及傷心，有關暴力行為要被譴責，但不應個別解讀事件，須觀察過去數星期的情況，如何引致當晚之事情[110]。
- 公開大學校長黃玉山：對這些暴力及違法行為表示譴責，對當前社會撕裂的局面感到憂心[111]。
- 城市大學校長郭位：大遊行前已經呼籲各方保持克制和理性討論[111]。
- 理工大學校長滕錦光：十分明白社會情緒，暴力始終不是解決方法[112]。
- 嶺南大學校長鄭國漢：理解社會各界不同的意見，但不能容忍任何暴力行為[111]。
- 教育大學校長張仁良：持續衝突、暴力和對立無助解決困局，政府應該聆聽訴求[113]。
- 恒生大學校長何順文：擔心學生的安危，不禁問香港為何變得撕裂和躁動不安[114]。

#### 學生會
- 七間大專院校（香港大學、中文大學、科技大學、理工大學、城市大學、浸會大學、演藝學院）[115]的學生會拒絕與政府進行閉門會面[116]，批評政府無誠意[117][118]。
- 科技大學學生會：特區政府邀請進行閉門會議，本會立即拒絕，並提出三項對話條件，包括要求政府回應民間五大訴求、對話必須包含各界代表、對話需要公開，開放予全香港市民參與[119]。
- 中文大學學生會：經校方高層知悉政府有意會面[119]。

### 報界
- 香港蘋果日報於7月4日頭版「開天窗」，帶出「當新聞自由被無理打壓」訊息。網民透過自創頭版發表意見，呼籲其他市民在七一衝突後的大搜捕白色恐怖下堅持訴求。[120]

### 其他組織或人士
- 前政務司司長陳方安生譴責示威者暴力行為，認為會弄巧成拙和令民情反彈，但認為林鄭應該負最大責任，因其拒聽民意導致亂局出現[來源請求]。
- 新界鄉議局：強烈譴責破壞立法會大樓的暴行[來源請求]。
- 大律師公會會長戴啟思：反修例示威行動原意是捍衛法治，但示威者衝擊制定法例的立法會，是非常諷刺。對示威者衝擊立法會行為表示失望，呼籲馬上停止[121]。
- 律師會會長彭韻僖：衝擊並毀壞立法會的行為，令香港的法治受到破壞，認為示威者的暴力行為必須受到譴責，希望警方能盡快嚴厲執法，保護香港的財產、秩序及安寧，又認為法治是香港核心價值。法治不單單是律師和法官所關心，也是所有香港人所關心[122]。
- 黃之鋒指，如果立法會全面反映市民真正選擇，就不會有抗爭者佔領立法會[123]。
- 信用評級公司穆迪指，香港抗爭運動可制衡政府權力，萬一示威力量被削弱，會不利香港信用評級。如果香港政經獨立程度被侵蝕，香港評級（Aa2，第三高級）可降至接近中华人民共和国（A1，第五高級）[124][125][126]。
- 有黃姓市民致電電台，批評政府只懂「出來譴責此班年青人，我覺得應該譴責者乃此個政府同此班官呀」，直斥特首林鄭月娥沒有記者提問，做法無恥，並語帶哽咽地表示「我都係為人父母，死咗3個年青人嘅父母好傷心呀！」[127] 不過，亦有聽眾持相反意見，一名女聽眾表明支持立法，坦言對昨日示威情況反感，認為如同脅持香港，質疑警違指引，她促請港府不可退讓，又批評反對者缺乏思辯能力，「不知有何好擔心」。她認為，條例已收窄至最高刑罰監禁7年或以上的罪行方會移交。[128]
- 香港效益主義黨主席劉康指出，七月一日，有抗爭者重奪立法會，是一件好事，因為立法權屬於民眾，而香港現在的立法會議席產生方式並不民主，並不代表到民意，所以民眾有權重奪立法會[129]。
- 岑敖暉認為，政府不單不回應示威者，更大搖大擺舉行升旗禮，引發示威者衝擊立法會[130]。

### 媽媽再集氣大會
7月5日，一群香港媽媽在中環遮打花園集會，聲援示威，呼籲政府接納訴求。

## 兩岸反應

### 中国大陆
国务院港澳事务办公室发言人称，7月1日是香港各界人士纪念香港回归祖国和香港特别行政区成立的「喜庆日子」，但一些「极端激进分子」却借口反对特区政府有关条例修订，以「极为暴力的方式」冲击立法会大楼，肆意损坏立法会设施。这种严重违法行为践踏香港法治，破坏香港社会秩序，损害香港的根本利益，是对「一国两制」底线的「公然挑战」。同时表示「中央政府坚决支持香港特别行政区政府和警方依法履行职责，并支持香港特别行政区有关机构依法追究暴力犯罪者的刑事责任，尽快恢复社会正常秩序，保障市民人身和财产安全，维护香港的繁荣稳定」。隨後，中央人民政府驻特别行政区联络办公室亦作出類似聲明。
外交部駐香港公署強烈不滿和堅決反對歐美國家表態，表示「你們國家發生大規模示威活動時，警察『毫不猶豫』出動防爆車，高壓水龍、警棍、催淚彈、橡皮子彈一起上陣，大規模拘捕抗議者」，對歐美國家对香港立法會事件的看法，谴责称「雙重標準」、「選擇性失明」和「粗暴干涉香港事務和中國內政」。
外交部发言人耿爽在例行记者会上指出，在香港特区发生的暴力冲击立法会大楼、肆意损坏立法会设施的行为「是践踏法治、危害社会秩序的严重违法行为」，对此予以强烈谴责。他表示，中央政府坚决支持香港特区政府和警方依法处置该事件，并再次告诫有关国家「谨言慎行，不得以任何方式干预香港内部事务，不得以任何形式为暴力违法分子『撑腰壮胆』，不要发出任何误导信号，不要作出任何错误举动」。对英国外相亨特的看法，耿爽称其「沉浸在昔日英国殖民者的幻象当中」，并称「香港是中华人民共和国的特别行政区，香港事务纯属中国内政，决不允许任何外国政府、组织或个人粗暴干预。我们希望英方，特别是亨特先生不要再自不量力，粗暴干涉香港事务，这注定是徒劳的」。
2019年7月2日，中央广播电视总台《新闻联播》刊播央视快评《香港的法治不容挑战》，称「如果怂恿、纵容这样的暴行，那就是对香港法治精神的亵渎，是对一切守法公民的公然挑战，一定会将香港推向无法无天的境地，严重损害全体港人的根本利益」。据统计，7月2日《新闻联播》有关香港的新闻7条，共计8分20秒，佔当日节目总时长的四分之一。

### 臺灣
總統蔡英文：不論是台灣或香港，人民對於自由民主的渴望都是一樣的，唯有執政者誠實地與人民對話才是正解。
外交部長吳釗燮：從香港市民的憤怒看出“一國兩制”只不過是謊言，台灣會敦促國際社會支持人民爭取自由和民主選舉的鬥爭。
國民黨主席吳敦義：民進黨政府不要因選舉利益，而去操弄香港反送中議題，不該以「今日香港、明日台灣」等標語恫嚇台灣民眾，讓台灣人民恐懼中共政權，破壞兩岸關係。

## 國際反應

### 美国
總統唐諾德·川普認為：闖入立法會的示威者是渴望香港有民主並表示：「他們追求民主，我認為大部份人希望擁有民主。可惜，有些政府不想有民主。」「完全就是如此一回事，是關乎民主，沒有事物比民主更好。」
國務院：促請各方避免暴力，強調香港的成功在於法治及對基本自由的尊重，包括言論和集會自由。國家安全顧問博爾頓稱，希望中國履行對香港的國際責任。
眾議院議長佩洛西：香港市民過去數星期的反修例示威啟發全球，無論是二十國集團抑或全世界，都不應無視他們的勇氣。
前外交官傅立民(Chas Freeman)：中美双方都应该保持克制，要有收拾残局的能力，不可放纵于情绪。暴力示威者不应该受到外国同情。他们没有捍卫“港人治港”的原则，而是在引致“港人灭港”。

### 英国
外相侯俊偉表示：《中英聯合聲明》是具法律約束力的文件，有效期50年，正如中方期望其他國家遵守國際法律義務一樣，英方亦期待中方遵守。侯俊偉同時強調：英國對香港以及其自由的支持是堅定不移，但反對暴力行為。
时任首相文翠珊7月3日在英國國會表示：「中國必須尊重香港的高度自治、人權和自由」，並表示她有持續向中國政府提出對香港的擔憂。
國會議員約翰遜：自己全力支持香港人，認為《逃犯條例》修訂或有政治動機、武斷及侵犯人權，香港人完全有權利對此非常懷疑及擔心，自己會支持香港人，樂於為他們發聲，並強調「一國兩制」的方向有效，不可放棄。
《泰晤士報》亞洲編輯Richard Lloyd Parry以《港人的勇氣令西方國家羞愧》（Bravery of Hong Kong shames the West）為題撰寫評論文章，讚揚香港民主抗爭者是全球「唯一準備好挺身（反對中国共产党）的一群」（are the only ones prepared to stand up），相反香港民主狀況長期以來也是G20領袖的禁忌話題。

### 欧盟
歐盟就香港七月一日衝突回應，表示相信當晚衝入立法會的人士不代表大多數在過去三週多次和平示威的人士，呼籲各方保持克制，不作出令局勢升溫的回應，並進行對話及諮詢。

## 外部連結
- 香港七一衝突片段足本重溫（页面存档备份，存于）

| 上一次 原因：反對逃犯條例修訂草案佔領行動（2019年6月12日） | 香港防暴警察施放催淚彈 2019年7月1日－2日 | 下一次 原因：反對逃犯條例修訂草案遊行（2019年7月21日） |

| 上一次 原因：反對逃犯條例修訂草案佔領行動（2019年6月12日） | 香港防暴警察發射海綿彈 2019年7月1日－2日 | 下一次 原因：反對逃犯條例修訂草案遊行（2019年7月21日） |